# Lịch sử Bắc Kinh
| Năm                                                                  | Tên thành phố        | Triều đại                                        |             |
| ≈1045 TCN                                                            | Kế thành 蓟城        | Chu, Chiến Quốc                                  | [ 1 ]       |
| 221 TCN                                                              | Kế thành 蓟城        | Nhà Tần                                          | [ 2 ] [ 3 ] |
| 106 TCN                                                              | Kế thành U châu 幽州 | Hán, Tào Ngụy, Tấn, Thập Lục Quốc, Nam-Bắc triều | [ 4 ] [ 5 ] |
| 352-57                                                               | Kế thành U châu 幽州 | Hán, Tào Ngụy, Tấn, Thập Lục Quốc, Nam-Bắc triều | [ 6 ]       |
| 397                                                                  | Kế thành U châu 幽州 | Hán, Tào Ngụy, Tấn, Thập Lục Quốc, Nam-Bắc triều | [ 7 ]       |
| 607                                                                  | Trác quận 涿郡       | Tùy                                              | [ 8 ]       |
| 616                                                                  | U châu               | Đường                                            | [ 9 ]       |
| 742                                                                  | Phạm Dương 范阳      | Đường                                            | [ 9 ]       |
| 759                                                                  | Yên Kinh 燕京        | Đường                                            | [ 9 ]       |
| 765                                                                  | U châu               | Đường                                            | [ 9 ]       |
| 911                                                                  | U châu               | Ngũ Đại Thập Quốc                                |             |
| 913                                                                  | U châu               |                                                  |             |
| 938                                                                  | Nam Kinh 南京        | Liêu                                             | [ 10 ]      |
| 1122                                                                 | Yên Sơn 燕山         | Tống                                             |             |
| 1125                                                                 | Yên Kinh             | Kim                                              |             |
| 1151                                                                 | Trung Đô 中都        | Kim                                              | [ 11 ]      |
| 1215                                                                 | Yên Kinh             | Nguyên                                           |             |
| 1271                                                                 | Đại Đô 大都          | Nguyên                                           |             |
| 1368                                                                 | Bắc Bình 北平        | Minh                                             | [ 12 ]      |
| 1403                                                                 | Bắc Kinh 北京        | Minh                                             | [ 12 ]      |
| 1421                                                                 | Bắc Kinh 北京        | Minh                                             | [ 12 ]      |
| 1644                                                                 | Bắc Kinh 北京        | Thanh                                            |             |
| 1912                                                                 | Bắc Kinh 北京        | Trung Hoa Dân Quốc                               |             |
| 1928                                                                 | Bắc Bình             | Trung Hoa Dân Quốc                               |             |
| 1937-40                                                              | Bắc Kinh             | Trung Hoa Dân Quốc                               | [ 13 ]      |
| 1945                                                                 | Bắc Bình             | Trung Hoa Dân Quốc                               | [ 13 ]      |
| 1949- nay                                                            | Bắc Kinh             | Cộng hòa Nhân dân Trung Hoa                      |             |
| thủ đô của một quốc gia/triều đại mang tính khu vực thủ đô Trung Hoa |                      |                                                  |             |

Bắc Kinh có lịch sử lâu dài và phong phú, nguyên truy từ cách nay 3.000 năm. Trước khi Tần Thủy Hoàng thống nhất Trung Hoa vào năm 221 TCN, Bắc Kinh là thủ đô của nước Kế rồi nước Yên trong hàng thế kỷ. Trong thiên niên kỷ đầu tiên của các triều đại phong kiến Trung Hoa, Bắc Kinh là thủ phủ cấp địa phương tại Hoa Bắc. Vị thế của Bắc Kinh được nâng cao trong khoảng thời gian từ thế kỷ X đến thế kỷ XIII, khi các sắc dân du mục là Khiết Đan và Nữ Chân tiến về phương nam và biến Bắc Kinh thành bồi đô và thủ đô của nhà Liêu và nhà Kim. Lần đầu tiên toàn bộ Trung Hoa được cai quản từ một triều đình đặt tại Bắc Kinh là sau khi Hốt Tất Liệt xây dựng kinh thành Đại Đô của nhà Nguyên. Sau thời Nguyên, Bắc Kinh giữ vai trò là thủ đô, nơi đặt trụ sở chính quyền trung ương của nhà Minh (giai đoạn 1421-1644) và nhà Thanh, Trung Hoa Dân Quốc (1912–1928) và Cộng hòa Nhân dân Trung Hoa (1949–nay).

## Thời tiền sử
Hóa thạch của những cá thể họ Người cư trú sớm nhất tại thành phố Bắc Kinh được tìm thấy trong các hang động ở Long Cốt Sơn, gần Chu Khẩu Điếm thuộc huyện Phòng Sơn. Người vượn Bắc Kinh sinh sống tại đó từ 770.000 đến 230.000 năm trước. Người hiện đại (homo sapiens) thuộc thời đại đồ đá cũ cũng từng sinh sống trong các hang động ở Long Cốt Sơn từ khoảng 27.000 đến 10.000 năm trước. Năm 1996, tại một công trình xây dựng ở Vương Phủ Tỉnh thuộc khu vực trung tâm Bắc Kinh, người ta phát hiện được trên 2.000 công cụ và mảnh xương thuộc thời đại đồ đá. Các hiện vật này có niên đại từ 24.000 đến 25.000 năm trước.
Các nhà khảo cổ học phát hiện ra hơn 40 khu định cư và điểm an táng thuộc thời đại đồ đá mới trên khắp Bắc Kinh. Đáng chú ý nhất là di chỉ Chuyển Niên thuộc huyện Hoài Nhu; mộ táng người Đông Hồ Lâm thuộc huyện Môn Đầu Câu; di chỉ Thượng Trạch và Bắc Niệm Đầu thuộc huyện Bình Cốc; di chỉ Trấn Giang Doanh thuộc huyện Phòng Sơn; di chỉ Tuyết Sơn thuộc huyện Xương Bình. Các di chỉ này cho thấy hoạt động nông nghiệp trở nên phổ biến tại khu vực từ 6.000 đến 7.000 năm trước. Đồ gốm trang trí và ngọc chạm khắc tại các nền văn hóa Thượng Trạch và Tuyết Sơn cho thấy sự tương đồng với văn hóa Hồng Sơn ở xa hơn về phía bắc.

## Thời kỳ tiền phong kiến
Các sự kiện sớm nhất của lịch sử Bắc Kinh xuất hiện trong các câu truyện truyền thuyết và huyền thoại. Trong quyển đầu tiên của "Sử ký"- "Ngũ đế bản kỷ", Tư Mã Thiên viết về chiến thắng của Hoàng Đế trước Viêm Đế trong trận Phản Tuyền vào thế kỷ XXVI TCN, trận chiến có thể diễn ra gần các thôn Thượng Phản Tuyền và Hạ Phản Tuyền thuộc huyện Diên Khánh ở tây bắc Bắc Kinh. Kết quả là hai bộ lạc của Viêm Đế và Hoàng Đế thống nhất, khởi đầu tộc Hoa Hạ hay Viêm Hoàng tử tôn. Bộ lạc của Hoàng Đế sau đó đánh bại bộ lạc Cửu Lê của Xi Vưu trong trận Trác Lộc, có thể diễn ra tại Trác Lộc, cách Diên Khánh 75 km về phía tây và thuộc địa phận tỉnh Hà Bắc. Chiến thắng này đã tạo điều kiện cho sự định cư của Viêm Hoàng tử tôn ở vùng Hoa Bắc.
Hoàng Đế được cho là lập ra khu định cư U Lăng (幽陵) tại hoặc gần Trác Lộc. Một hậu duệ của Hoàng Đế là Nghiêu cho thành lập một đô thị là U Đô (幽都) tại khu vực Hà Bắc-Bắc Kinh khoảng 4.000 năm trước. U (幽) hay U Châu (幽州) sau đó trở thành một trong các tên gọi lịch sử của Bắc Kinh. Ở Ngư Tử Sơn thuộc thôn Sơn Đông Trang của huyện Bình Cốc, một trong vài di tích được cho là lăng mộ của Hoàng Đế. Mặc dù Hoàng Đế lăng ở tỉnh Thiểm Tây nổi tiếng hơn, song một nghiên cứu của Viện Khoa học Xã hội Bắc Kinh và Bảo tàng Quốc gia Trung Quốc vào năm 1992 đưa ra kết luận rằng Ngư Tử Sơn có khả năng là nơi có lăng mộ "thực sự" của Hoàng Đế. Mối liên hệ của Ngư Tử Sơn với Hoàng Đế có thể truy nguyên từ thời nhà Đường, khi các thi nhân Trần Tử Ngang và Lý Bạch đề cập đến lăng mộ Hoàng Đế trong các bài thơ của họ về U châu.
Sự kiện đầu tiên trong lịch sử Bắc Kinh có các bằng chứng khảo cổ xác nhận diễn ra vào thế kỷ XI TCN, khi nước Chu chinh phục nhà Thương. Theo Tư Mã Thiên, Chu Vũ Vương vào năm cai trị thứ 11 của mình, đã lật đổ Trụ Vương của nhà Thương, sau đó phong tước cho các quý tộc trong các lãnh địa của mình, bao gồm quân chủ nước Kế và nước Yên. Theo Khổng Tử, Chu Vũ Vương rất muốn thiết lập địa vị hợp pháp của mình sau chiến thắng trước nhà Thương, chưa kịp hạ xa đã phong hậu duệ của Hoàng Đế làm người cai trị nước Kế. Sau đó, Chu Vũ Vương cho một người trong họ là Cơ Thích làm vua chư hầu nước Yên. Song Cơ Thích còn vướng bận các vấn đề khác nên phái trưởng tử của mình là Cơ Khắc đi cai quản đất thụ phong. Cơ Khắc được xem là quân chủ khai quốc của nước Yên. Do niên đại các sự kiện lịch sử trong Sử ký trước năm 841 TCN không thể xác định rạch ròi theo Lịch Gregorius, chính quyền Bắc Kinh sử dụng mốc 1042 TCN làm niên đại ước lượng chính thức cho sự kiện này.
Kế Thành (蓟城) được cho là nằm ở phần tây nam khu vực đô thị của Bắc Kinh hiện nay, ngay phía nam của Quảng An Môn thuộc các khu Tây Thành và Phong Đài. Một vài thư tịch lịch sử đề cập đến một "Kế Sơn" ở tây bắc thành phố, có thể tương ứng với một gò lớn tại Bạch Vân Quán, bên ngoài Tây Tiện Môn và cách khoảng 4 km (2,5 mi) về phía bắc Quảng An Môn.
Đô thành nước Yên nằm ở phía nam Kế Thành, nay thuộc thôn Đổng Gia Lâm của trấn Lưu Ly Hà thuộc quận Phòng Sơn. Bên trong tường thành là một khu dân cư lớn và khai quật được trên 200 mộ quý tộc. Trong số các hiện vật quan trọng nhất từ di chỉ Lưu Ly Hà, có "Cận đỉnh" ba chân làm bằng đồng thiếc có khắc dòng chữ kể về hành trình của Cận- người được Yên hầu Khắc phái vận chuyển đồ ăn thức uống cho cha là Triệu công Thích ở đô thành Hạo Kinh của triều Chu. Triệu công cảm động và trao cho Cận tiền vỏ ốc để trả cho việc chế tác một chiếc đỉnh nhằm ghi nhớ sự kiện này. Dòng chữ do đó xác nhận việc Chu Vương bổ nhiệm thân thích làm vua nước Yên và vị trí của đô thành nước Yên.
Cả hai nước Yên và Kế đều nằm trên một tuyến đường mậu dịch bắc-nam quan trọng, từ Trung Nguyên dọc theo sườn đông của Thái Hành Sơn để đến các vùng thảo nguyên phương Bắc. Nước Kế nằm ở ngay phía bắc Vĩnh Định Hà, là một điểm dừng chân thuận lợi của các thương đoàn. Từ đây, các tuyến đường đi về phía tây bắc qua các con đèo tách biệt với các tuyến đường đi về đông bắc. Nước Kế cũng có một nguồn cung cấp nước ổn định từ Liên Hoa Trì, hồ này nay vẫn tồn tại và nằm ở phía nam ga Bắc Kinh Tây. Cố đô nước Yên dựa vào nguồn nước từ Lưu Ly Hà. Vào thời Tây Chu hoặc đầu thời Đông Chu, nước Yên vài lần chinh phục nước Kế và chuyển quốc đô đến Kế Thành. Kế Thành không bị đổi tên cho đến thế kỷ II CN. Do có mối quan hệ lịch sử với nước Yên, thành Bắc Kinh thường cũng được gọi là Yên Kinh (燕京).
Nước Yên tiếp tục khuếch trương lãnh thổ và trở thành một trong Chiến Quốc Thất hùng thời Chiến Quốc (473–221 TCN). Lãnh thổ nước Yên trải dài từ Hoàng Hà đến sông Áp Lục Giang. Cũng như nhiều triều đại sau này, nước Yên cũng phải đối mặt với mối đe dọa từ các sắc dân du mục trên thảo nguyên Sơn Nhung. Vì thế, nước này cho xây dựng công sự có tường bao quanh ở biên giới phía bắc. Dấu vết của Yên Trường Thành tại huyện Xương Bình có niên đại từ năm 283 TCN. Yên Trường Thành có trước Minh Trường Thành hay Vạn Lý Trường Thành thuộc nhà Minh hơn 1.500 năm.
Năm 226 TCN, Kế thành thất thủ trước cuộc xâm lược của nước Tần, nước Yên buộc phải dời đô đến Bán đảo Liêu Đông. Nước Tần tiêu diệt hoàn toàn nước Yên vào năm 222 TCN. Năm sau đó, khi hoàn thành thống nhất Trung Hoa, quốc quân nước Tần xưng là Tần Thủy Hoàng.

## Đầu thời kỳ phong kiến

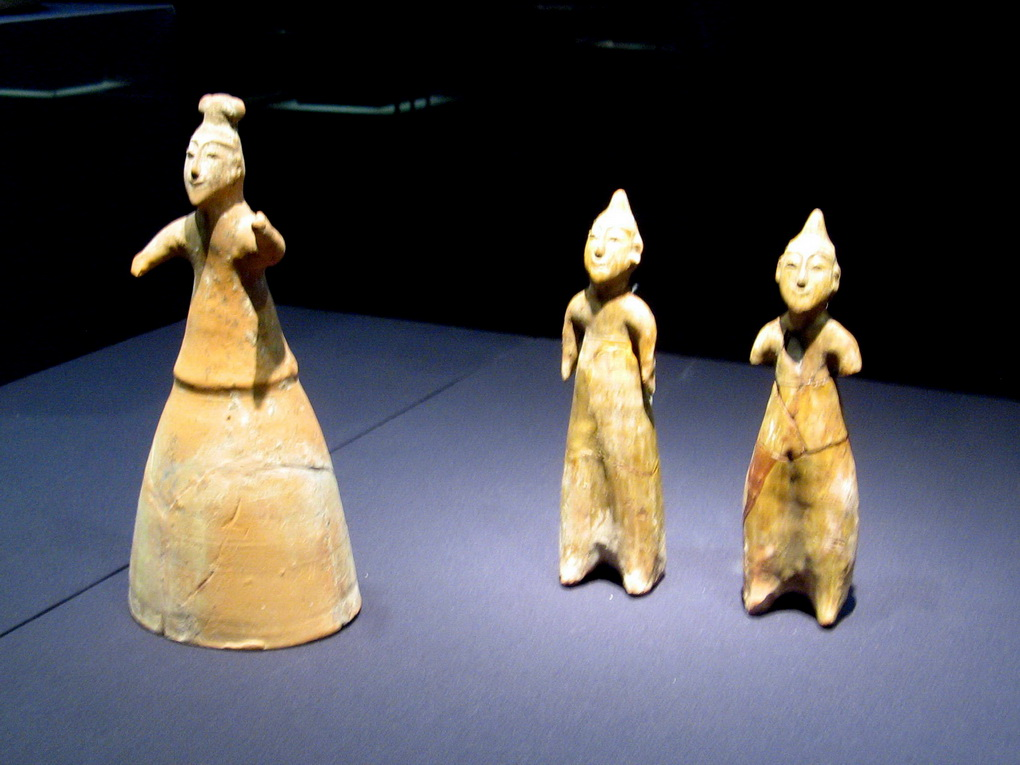
Đồ gốm nam đứng được chôn khi an táng (thanh từ) từ thời Tào Ngụy, khai quật tại Bát Lý Trang thuộc khu Hải Điến, nay đặt tại Bảo tàng Hải Điến.

Trong thiên niên kỷ đầu tiên của thời kỳ phong kiến Trung Hoa, Bắc Kinh là một thủ phủ cấp địa phương ở phía Bắc Trung Hoa. Các triều đại Trung Hoa đặt thủ đô tại Trung Nguyên và Quan Trung lấy thành này làm nơi quản lý mậu dịch và quan hệ quân sự với các sắc dân du mục ở phía bắc và đông bắc.
Nhà Tần xây dựng nên một nhà nước tập trung cao độ và phân quốc gia thành 48 quận, hai trong số đó nằm trên địa phận Bắc Kinh ngày nay. Kế thành trở thành trị sở của Quảng Dương quận (广阳郡). Ở phía bắc, huyện Mật Vân ngày nay thuộc Ngư Dương quận. Tần loại bỏ các thành lũy phòng thủ phân chia các nước từ thời Chiến Quốc, bao gồm cả tường thành phía nam của Yên, tách đồng bằng Bắc Kinh với Trung Nguyên, và xây dựng mạng lưới giao thông đường bộ quốc gia. Kế thành là ngã ba của các tuyến đường nối Trung Nguyên với Mông Cổ và Mãn Châu. Tần Thủy Hoàng tuần thú Kế thành vào năm 215 TCN, và để bảo vệ biên thùy trước mối đe dọa từ Hung Nô, ông hạ lệnh cho xây dựng Cư Dung quan tại Ngư Dương quận.
Sang thời nhà Hán, triều đình thoạt đầu phục hồi một số quyền tự chủ địa phương. Hán Cao Tổ Lưu Bang tái tổ chức một số chư hầu quốc, trong đó có Yên quốc do Tạng Đồ cai quản (Tạng Đồ hưởng ứng cuộc nổi dậy chống Tần, chiếm cứ Kế thành và sát cánh với Lưu Bang trong Hán-Sở tranh hùng). Sau khi Tạng Đồ nổi dậy phản Hán và bị xử tử, Hán Cao Tổ phong Yên quốc cho bằng hữu từ thuở nhỏ của mình là Lư Quán. Lư Quán sau đó bị Hán Cao Tổ nghi ngờ, vì thế phải bỏ Kế thành và chạy sang Hung Nô. Bát tử Lưu Kiến của Hán Cao Tổ chiếm quyền kiểm soát Yên quốc, và sau đó Yên quốc do các thân vương cai trị, trị sở đặt tại Kế thành. Về sau, Yên quốc được gọi là Yên quận (燕郡), và Quảng Dương quốc (广阳国). Vào đầu thời Tây Hán, bốn huyện của Quảng Dương quốc có 20.740 hộ và khoảng 70.685 khẩu.

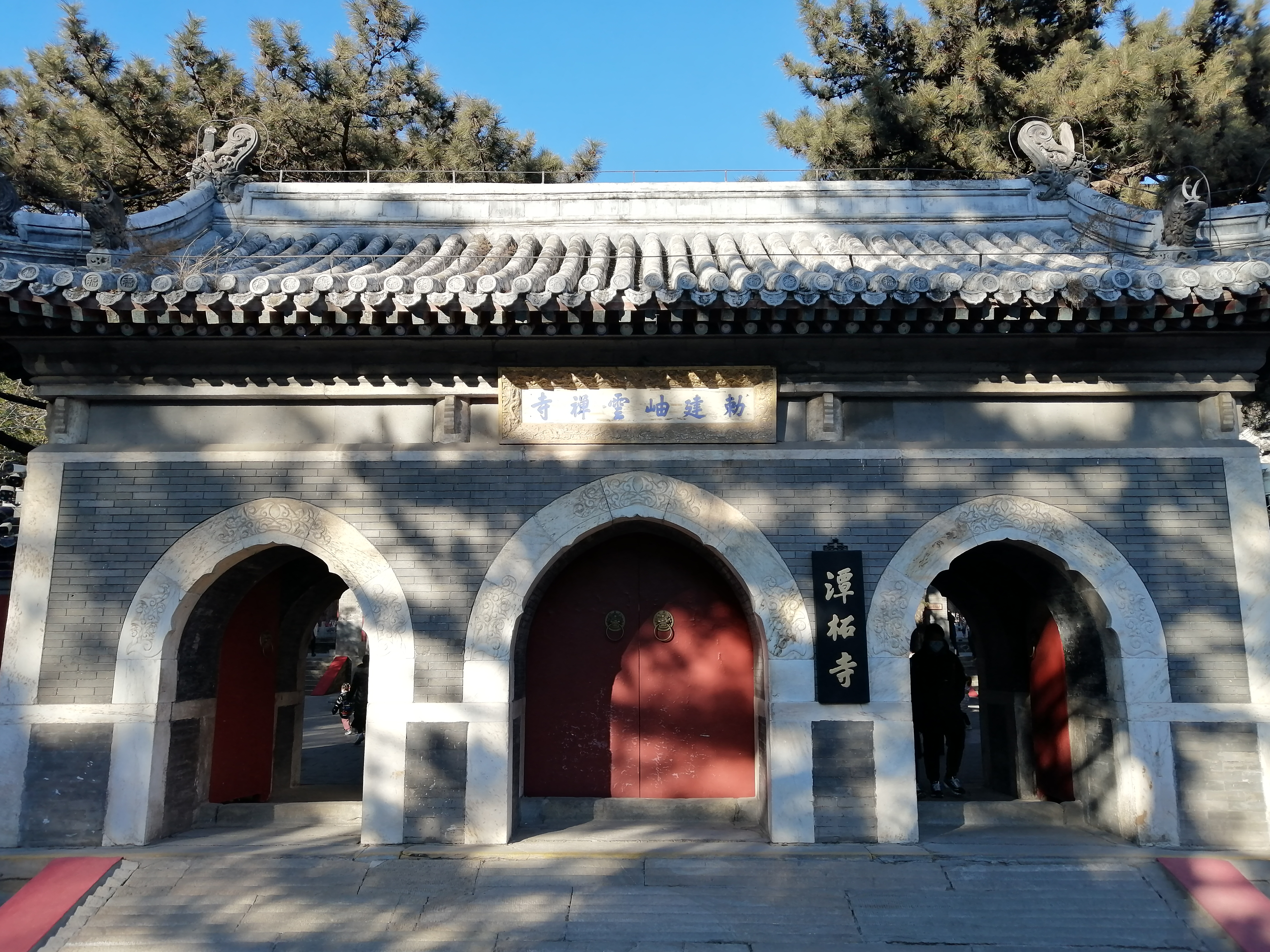
Đàm Chá tự ở Tây Sơn, được hình thành vào năm 307 thời Tây Tấn, là ngôi chùa cổ nhất tại Bắc Kinh.

Năm 106 TCN, dưới thời Hán Vũ Đế, Đại Hán được tái tổ chức thành 13 châu, Kế thành là thủ phủ của U châu (幽州). phát hiện được lăng mộ của Quảng Dương vương Lưu Kiến (cai trị U châu từ 73 TCN - 45 TCN) vào năm 1974 tại khu Phong Đài, được bảo tồn tại Bảng tàng mộ Tây Hán Đại Bảo Đài. Năm 1999, phát hiện được một mộ hoàng gia khác tại Lão Sơn thuộc khu Thạch Cảnh Sơn song không thể xác định danh tính vị thân vương được an táng trong mộ.
Vào đầu thời Đông Hán, năm 57 CN, năm huyện của Quảng Dương quận có 44.550 hộ và khoảng 280.600 khẩu. Theo mật độ dân số, Quảng Dương nằm trong 20 quận đứng đầu trong 105 quận trên toàn quốc. Vào cuối thời Đông Hán, Loạn Hoàng Cân nổ ra tại Hà Bắc vào năm 184 và quân nổi dậy chiếm được U châu trong một thời gian ngắn. Triều đình Đông Hán dựa vào quân đội địa phương để đẩy lui cuộc nổi dậy và U châu tiếp sau lần lượt nằm dưới quyền kiểm soát của các quân phiệt Lưu Ngu, Công Tôn Toản, Viên Thiệu và Tào Tháo. Năm 194, Viên Thiệu với sự giúp đỡ của người Ô Hoàn và Tiên Ti công chiếm Kế thành từ tay Công Tôn Toản. Tào Tháo đánh bại Viên Thiệu trong trận Quan Độ năm 200 và đánh bại người Ô Hoàn trong trận Bạch Lang Sơn vào năm 207, bình định phương Bắc Trung Hoa.
Sang thời Tam Quốc, Tào Ngụy kiểm soát 10 châu của Đông Hán, trong đó có U châu và thủ phủ Kế thành. Triều đình Tào Ngụy đặt các thể chế tại U châu để quản lý quan hệ với Ô Hoàn và Tiên Ti. Nhằm giúp duy trì đội quân đồn trú tại U châu, U châu thứ sử vào năm 250 cho xây dựng Lệ Lăng Yển, hệ thống tưới tiêu này giúp nâng cao sản lượng nông nghiệp ở vùng đồng bằng quanh Kế thành lên rất nhiều.
Kế thành bị hạ cấp làm huyện lị của Kế huyện dưới thời Tây Tấn, Trác huyện lân cận (nay thuộc tỉnh Hà Bắc) trở thành thủ phủ của U châu. Vào đầu thế kỷ IV, triều Tây Tấn bị Ngũ Hồ lật đổ, các sắc dân du mục lập ra một loạt các quốc gia đoản mệnh ở phương Bắc Trung Hoa. Trong thời kỳ được gọi là Ngũ Hồ thập lục quốc, khu vực Bắc Kinh từng thuộc về nước Hậu Triệu của người Yết, nước Tiền Tần của người Đê, nước Tiền Yên và Hậu Yên của người Tiên Ti. Năm 350, quân Tiền Yên chiếm được Kế thành từ Hậu Triệu, năm 352 Mộ Dung Tuấn dời đô từ Long Thành (龍城, nay thuộc Cẩm Châu, Liêu Ninh) đến Kế thành, Kế thành trở thành thủ đô của một quốc gia độc lập lần đầu tiên trong vòng 500 năm. 5 năm sau đó, thủ đô của Tiền Yên được chuyển đến Nghiệp thành ở xa hơn về phía nam, nay thuộc nam bộ Hà Bắc. Một triều đại của người Tiên Ti là Bắc Ngụy thống nhất phương Bắc Trung Hoa vào năm 397, triều đình Bắc Ngụy chọn Kế thành làm thủ phủ của U châu. Vị thế thủ phủ châu của Kế thành vẫn được duy trì dưới các triều đại Đông Ngụy, Bắc Tề và Bắc Chu.
Năm 446, Bắc Ngụy cho xây dựng một đoạn Trường Thành từ Cư Dung quan về phía tây đến khu vực tỉnh Sơn Tây ngày nay, mục đích là để bảo vệ kinh đô Đại Đồng trước người Nhu Nhiên. Trong giai đoạn 553-556, Bắc Tề mở rộng Trường Thành về phía đông đến Bột Hải để phòng thủ người Đột Quyết, người Đột Quyết sau đó tập kích U châu vào các năm 564, 578 và 581. Hàng thế kỷ chiến loạn khiến dân số phương Bắc Trung Hoa suy giảm nghiêm trọng. Dưới thời Đông Ngụy (534-550), U châu, An châu (nay là Mật Vân) và Đông Yên châu (nay là Xương Bình) có tổng cộng 46.000 hộ và khoảng 170.000 khẩu.

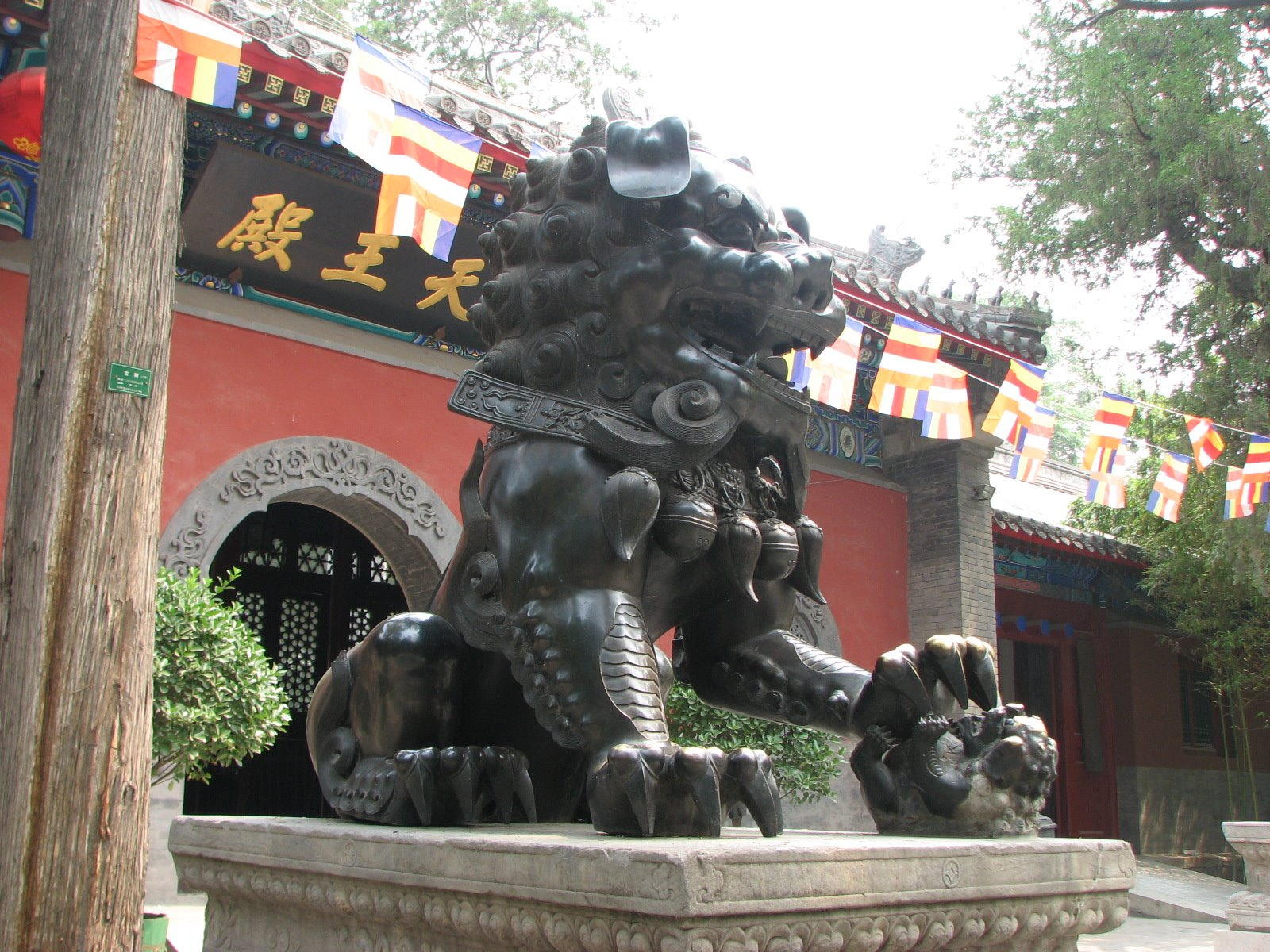
Pháp Nguyên tự tại khu Tây Thành được Đường Thái Tông Lý Thế Dân cho xây dựng lần đầu vào năm 645

Sau khi nhà Tùy thống nhất Trung Hoa vào năm 589, U châu được đổi thành Trác quận, trị sở đặt ở Kế thành. Năm 609, Trác quận và An Lạc quận (nay là Mật Vân) lân cận có tổng cộng 91.658 hộ và khoảng 458.000 khẩu. Tùy Dạng Đế cho xây dựng một mạng lưới kênh đào từ Trung Nguyên đến Trác quận để vận chuyển quân lương cho chiến dịch tiến công Cao Câu Ly. Do là nơi tích trữ một lượng lớn tài vật, Trác quận trở thành mục tiêu tiến công của các cuộc khởi nghĩa nông dân. Trong số các tướng Tùy, duy có La Nghệ xuất chiến là có thể chiếm ưu thế trước quân nổi dậy tại Trác quận, song La Nghệ sau đó nổi dậy chống triều đình, chiếm cứ khu vực. La Nghệ quy phục nhà Đường, và sau khi đương đầu với Đậu Kiến Đức, Cao Khai Đạo và Lưu Hắc Thát thì nhập triều làm quan. Năm 645, Đường Thái Tông cho xây dựng Pháp Nguyên tự cách Kế thành 3 km (1,9 mi) về phía đông nam để tưởng nhớ các tướng sĩ tử trận trong chiến dịch tiến công Cao Câu Ly. Pháp Nguyên tự nay thuộc khu Tây Thành, và là một trong các chùa cổ nhất trong nội thành Bắc Kinh.
Nhà Đường giảm quy mô lãnh thổ của một quận, đổi Trác quận lại thành U châu, U châu là một trong hơn 300 châu của Đường. Với việc lập ra một châu riêng biệt gọi là Kế châu (蓟州) thuộc địa phận Thiên Tân ngày nay vào năm 730, tên gọi Kế di chuyển từ Bắc Kinh sang Thiên Tân, và thành phố này nay vẫn tồn tại Kế huyện. Trong giai đoạn hưng thịnh đầu thời Đường, mười huyện của U châu có dân số tăng gấp ba lần từ 21.098 hộ với khoảng 102.079 khẩu lên 67.242 hộ với khoảng 371.312 khẩu vào năm 742. Năm 742, U châu được đổi thành Phạm Dương quận (范阳郡), song đến năm 762 thì đổi lại thành U châu.

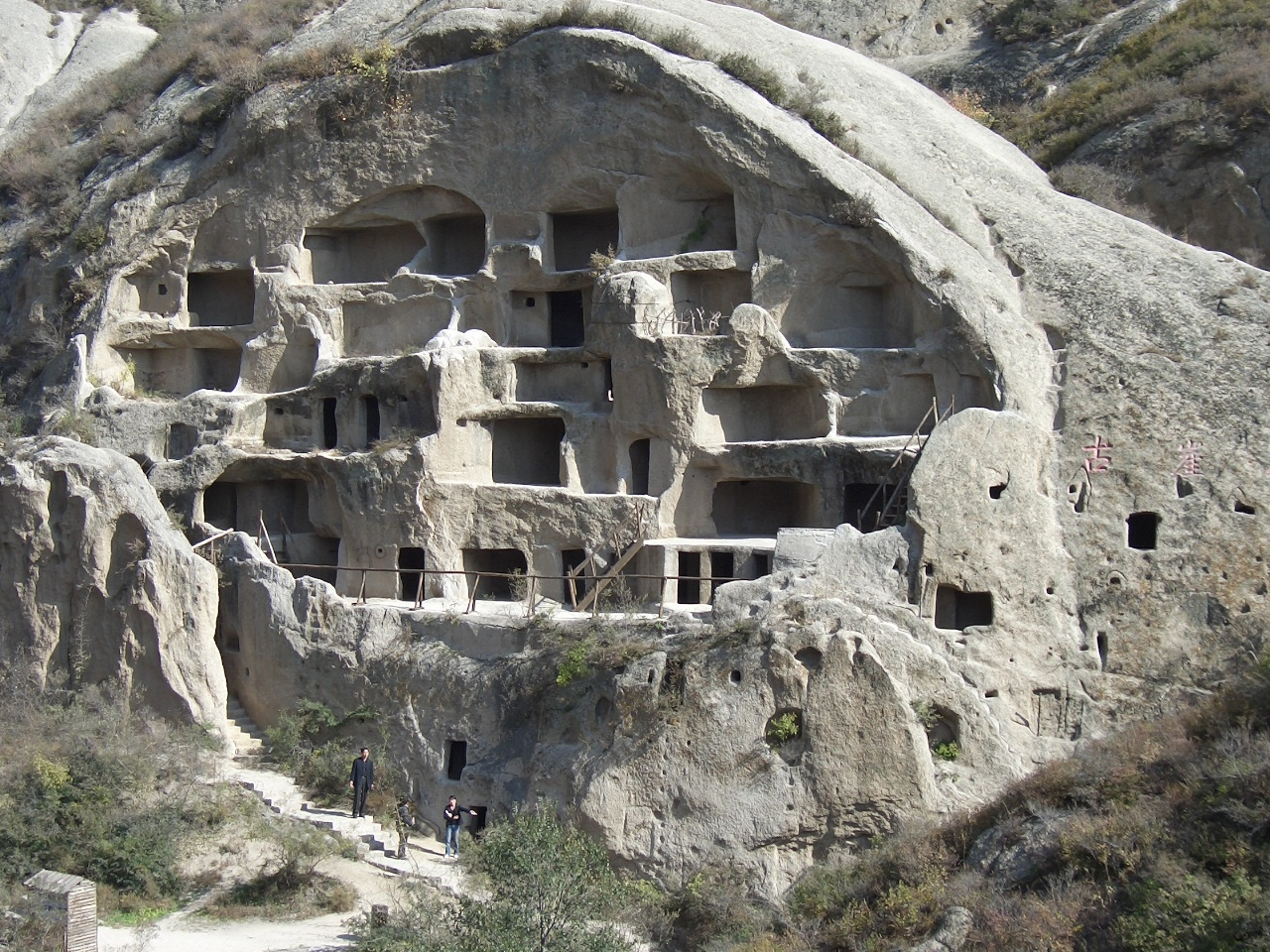
Diên Khánh cổ nhai cư thuộc huyện Diên Khánh được cho là nơi ở của người Hề vào thời Đường và Ngũ Đại.

Để đề phòng các sắc dân du mục phương Bắc, triều đình Đường cho lập sáu đội quân biên thùy phương Bắc vào năm 711, U châu là nơi đặt căn cứ của Phạm Dương tiết độ sứ, được giao nhiệm vụ giám sát các sắc dân Khiết Đan và Hề ở ngay phía bắc tỉnh Hà Bắc hiện nay. Năm 755, tiết độ sứ An Lộc Sơn tiến hành nổi dậy từ Phạm Dương sau khi thất thế trong cuộc tranh giành quyền lực tại triều đình. An Lộc Sơn xưng là hoàng đế Đại Yên, và tiếp tục chinh phục Lạc Dương và Tây An với một đội quân đa sắc tộc gồm: Hán, Đồng La, Hề, Khiết Đan và Thất Vi. Sau khi An Lộc Sơn chết, Sử Tư Minh tiếp tục cuộc nổi dậy từ Phạm Dương. Mộ của Sử Tử Minh được phát hiện tại thôn Lâm Gia Phần thuộc khu Phong Đài vào năm 1966 và được khai quật vào năm 1981. Loạn An Sử kéo dài trong tám năm và khiến quốc lực triều Đường suy yếu nghiêm trọng. Trong 150 năm sau đó, các tiết độ sứ cai quản U châu theo hình thức tự trị.
Nhà Đường bị Hậu Lương thay thế vào năm 907, song khi đó U châu do tiết độ sứ Lưu Thủ Quang cai quản độc lập. Lưu Thủ Quang xưng là hoàng đế triều Yên vào năm 911. Yên sụp đổ trước tướng người Sa Đà là Lý Tồn Úc vào năm 913, Lý Tồn Úc lập ra triều Hậu Đường vào năm 923. Sự tan rã của triều Đường và tình trạng hỗn loạn thời Ngũ Đại Thập Quốc tạo điều kiện cho người Khiết Đan khuếch trương đến phương Bắc Trung Hoa, nâng cao vị thế của Bắc Kinh trong lịch sử Trung Quốc.
Liêu Thái Tổ Da Luật A Bảo Cơ thống nhất người Khiết Đan vào năm 907, quân Khiết Đan bị đẩy lui bảy lần khi cố gắng tiến công U châu trong khoảng thời gian từ 917 đến 928. Năm 936, Liêu Thái Tổ tận dụng mối bất hòa trong triều đình Hậu Đường để giúp một tướng người Sa Đà khác là Thạch Kính Đường lập ra triều Hậu Tấn. Thạch Kính Đường sau đó cắt nhượng Yên Vân thập lục châu, trong đó có U châu cho triều Liêu của người Khiết Đan.

## Thời Liêu, Tống và Kim
Năm 938, triều Liêu đổi tên U châu thành Nam Kinh, biến nơi này thành một trong bốn bồi đô, trong khi thủ đô chính của Liêu đặt tại Thượng Kinh (nay thuộc kỳ Ba Lâm Tả, Nội Mông). Kế thành được nhượng cho Liêu do là một phần của U châu, giữ vị thế Nam Kinh và nằm ở phần tây nam vùng đô thị của Bắc Kinh ngày nay. Một số cảnh quan cổ nhất tại phía nam khu Tây Thành và khu Phong Đài có niên đại từ thời Liêu. Chúng bao gồm đường Tam Miếu (三庙街), một trong các đường phố cổ nhất tại Bắc Kinh và Ngưu Nhai Lễ bái tự được hình thành vào năm 996, và Thiên Ninh tự, được xây dựng từ năm 1100 đến năm 1119. Dưới sự cai quản của triều Liêu, dân số nội thành Nam Kinh tăng từ 22.000 vào năm 938 lên 150.000 vào năm 1113 (và dân số khu vực xung quanh tăng từ 100.000 lên 583.000) do có một lượng lớn người Khiết Đan, Hề, Thất Vi và Bột Hải từ phía bắc và người Hán từ phía nam nhập cư đến.

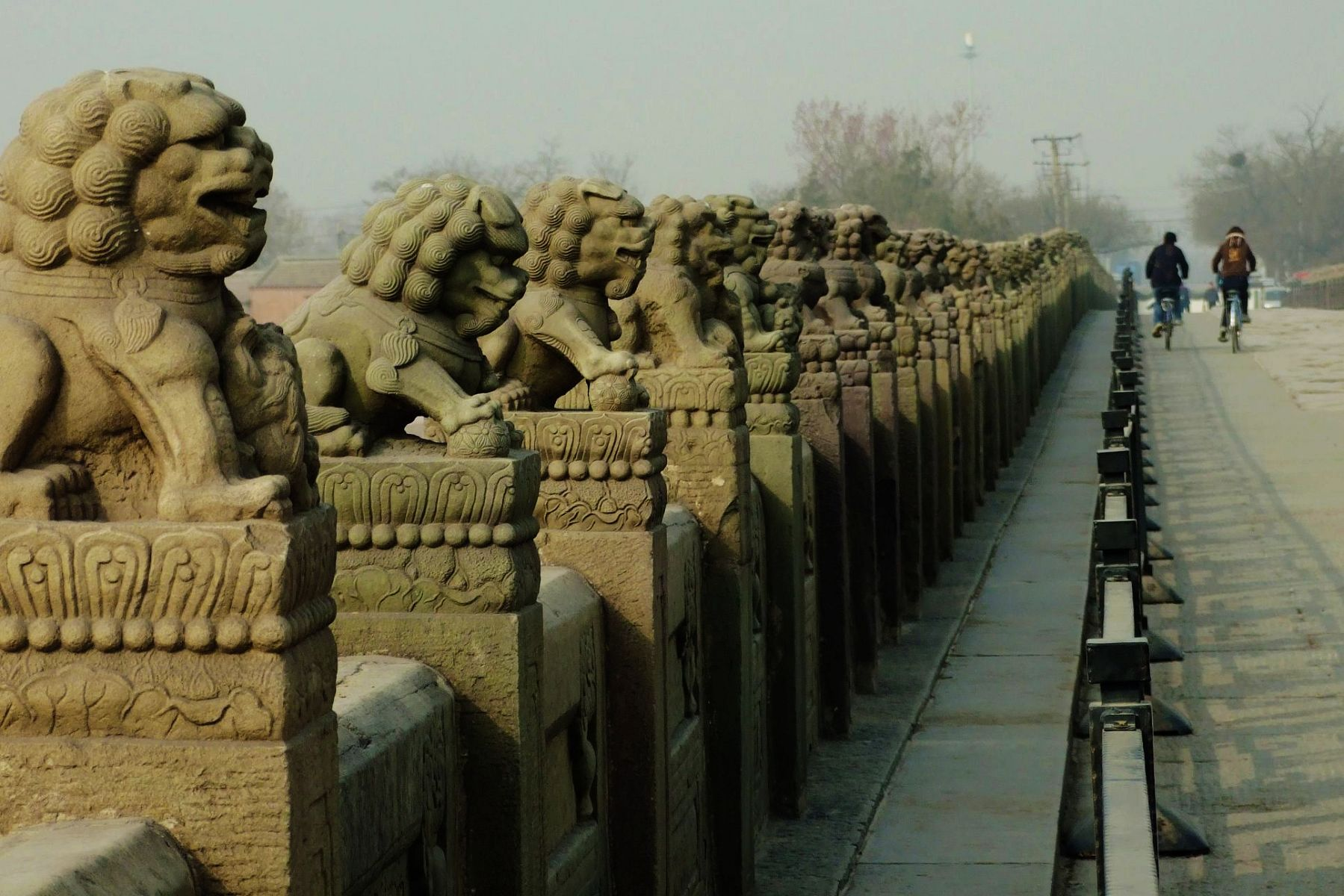
Lư Câu Kiều, được xây dựng lần đầu vào năm 1189, tức dưới thời Kim.

Sau khi thống nhất phần còn lại của Trung Hoa vào năm 960, nhà Tống bắt đầu tìm cách đoạt lại các châu mà Thạch Kính Đường cắt nhượng cho Khiết Đan. Năm 979, Tống Thái Tông đích thân dẫn quân Bắc chinh, quân Tống tiến đến và bao vây Nam Kinh song thất bại trong trận Cao Lương Hà có ý nghĩa quyết định, diễn ra ngay phía tây bắc Tây Trực Môn hiện nay. Năm 1122, nhà Tống lập Hải Thượng chi minh với người Nữ Chân. Hai quốc gia nhất trí cùng tiến công Liêu và nếu thành công thì Yên Vân thập lục châu sẽ thuộc về Tống. Quân Tống ngập ngừng trong chiến dịch song người Nữ Chân giành chiến thắng và đẩy người Khiết Đan đến Trung Á. Người Nữ Chân chiếm Nam Kinh, cướp phá thành rồi trao cho Tống, đổi lấy đồ cống nạp. Nhà Tống quản lý thành trong một thời gian ngắn ngủi, song kịp đổi tên thành là Yên Sơn (燕山).
Người Nữ Chân thành lập nhà Kim, và do nhận thấy nhà Tống yếu kém nên quân Kim xâm lược Trung Nguyên vào năm 1125. Quân Kim nhanh chóng tái chiếm Yên Sơn và đổi tên thành là Yên Kinh. Ngày Ất Mão (26) tháng 3 năm Quý Dậu (21 tháng 4 năm 1153), hoàng đế Kim là Hoàn Nhan Lượng chuyển quốc đô từ Thượng Kinh (nay thuộc Cáp Nhĩ Tân, Hắc Long Giang) đến Yên Kinh, và đổi tên Yên Kinh là Trung Đô (中都). Lần đầu tiên trong lịch sử, Bắc Kinh trở thành thủ đô của một triều đại lớn [trong lịch sử Trung Quốc].
Nhà Kim mở rộng thành về phía tây, đông và nam, tăng gấp đôi kích thước. Theo bản đồ ngày nay, Trung Đô kéo dài từ Tuyên Vũ Môn ở phía đông bắc đến ga Bắc Kinh Tây ở phía tây, và phía nam vượt ra ngoài phía nam của đường vành đai 2. Tường thành có 13 cổng, bốn cổng nằm ở phía bắc, số cổng còn lại chia đều cho ba mặt. Chứng tích tường thành Trung Đô vẫn còn được bảo tồn ở khu Phòng Đài. Nhà Kim nhấn mạnh vị thế trung tâm của chính quyền bằng cách đặt tổ hợp cung điện có tường bao quanh tại trung tâm của Trung Đô. Cung điện nay nằm ở phía nam Quảng An Môn và ở phía bắc của Đại Quan Viên. Dân số trong thành tăng từ 82.000 vào năm 1125 đến năm 400.000 vào năm 1207 (tại khu vực xung quanh tăng từ 340.000 đến 1,6 triệu người). Tiền giấy lần đầu tiên được sử dụng tại Bắc Kinh là dưới thời Kim. Lư Câu Kiều bắc qua Vĩnh Định Hà ở tây nam thành Trung Đô, được xây dựng vào năm 1189.

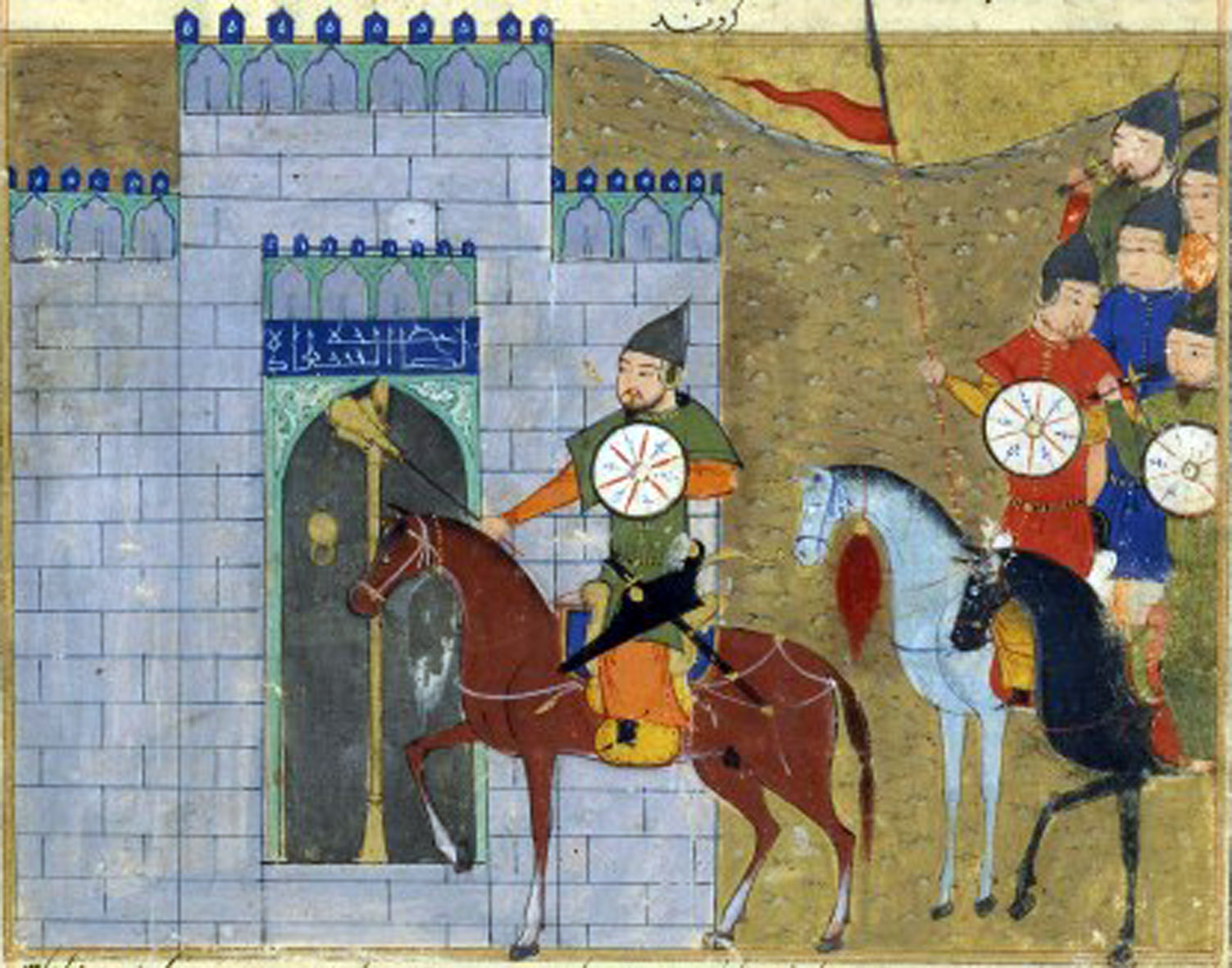
Tranh mô tả quân Mông Cổ bao vây Trung Đô lần đầu vào 1213-1214, thành thất thủ trước đợt tấn công lần hai vào 1214-1215

Trung Đô đóng vai trò là thủ đô của Kim trong hơn 60 năm, cho đến khi bị Mông Cổ tiến công vào năm 1214. Năm 1213, Thành Cát Tư Hãn kiểm soát được phần lớn lãnh thổ Kim ở phía bắc Hoàng Hà, ngoại trừ Trung Đô. Vào tháng 3 năm 1214, Thành Cát Tư Hãn lập đại bản doanh ở vùng ngoại thành phía bắc Trung Đô cùng với nhị đệ là Chuyết Xích Hợp Tát Nhi và ba nhi tử là Truật Xích, Sát Hợp Đài, Oa Khoát Đài bắt đầu bao vây thành. Mặc dù triều đình Kim suy yếu do một cuộc chính biến, song thành Trung Đô lại rất vững khắc với ba lớp hào và 900 tháp canh. Đến khi trong hàng ngũ quân Mông Cổ xuất hiện dịch bệnh, Thành Cát Tư Hãn phái sứ giả người Hồi giáo là Ja'far vào thành Trung Đô đàm phán, triều đình Kim chấp thuận một thỏa thuận hòa bình mà theo đó Kim cắt đất và chấp thuận địa vị chư hầu. Thành Cát Tư Hãn yêu cầu được kết hôn với một công chúa Nữ Chân, Kì Quốc công chúa- nhi nữ của Kim Vệ Thiệu Vương- là người được lựa chọn. Bà cùng với 10 đại tướng và 100 lính hộ giá, 500 đồng nam và đồng nữ, 3.000 bộ y phục lụa thêu, 3.000 ngự mã, nhiều kim cương châu báu đến doanh trại Mông Cổ. Bà trở thành một trong "đệ tứ oát nhi đóa" của Thành Cát Tư Hãn, Thành Cát Tư Hãn sau đó bỏ việc bao vây và triệt thoái về phía bắc Cư Dung quan.
Kim Tuyên Tông sau khi bàn luận với quần thần, quyết định dời đô từ Trung Đô đến Khai Phong ở xa hơn về phía nam. Đến tháng 6 năm 1214, khi đoàn triều đình Kim dời khỏi thành, một đội cận vệ người Khiết Đan nổi dậy tại Lư Câu Kiều và đào thoát sang Mông Cổ. Thành Cát Tư Hãn cho rằng Kim đang cố tái gây dựng sức mạnh quân sự ở phương nam, vi phạm các điều khoản hòa bình, vì thế quyết định tái xâm lược Kim. Đến mùa đông, quân Mông Cổ lại bao vây Trung Đô.
Năm 1215, sau khi nhiều cư dân trong thành bị đói do quân Mông Cổ siết chặt bao vây, 100.000 lính trấn thủ và 108.000 hộ trong thành Trung Đô đầu hàng. Quân Mông Cổ tiến hành cướp bóc và đốt phá trong thành. Người Mông Cổ đổi tên Trung Đô thành Yên Kinh và dân số trong thành giảm chỉ còn 91.000 người vào năm 1216 (cùng với 285.000 tại khu vực xung quanh). Trong số những tù binh bị quân Mông Cổ bắt giữ tại Trung Đô, có một người tên là Da Luật Sở Tài, ông thuyết phục Thành Cát Tư Hãn rằng mặc dù có thể chinh phục Trung Hoa trên yên ngựa song lại không thể cai trị trên yên ngựa. Thay vì chuyển phía Bắc Trung Quốc thành đồng cỏ, sẽ có lợi hơn nếu người Mông Cổ thu thuế từ các nông dân người Hán. Thành Cát Tư Hãn nghe theo lời khuyên của Da Luật Sở Tài, vì thế hành vi cướp bóc của quân Mông Cổ giảm bớt. Quân Mông Cổ tiếp tục cuộc chiến chống Kim cho đến khi chiếm được Khai Phong vào năm 1234, Kim diệt vong. Da Luật Sở Tài được chôn cất ở bờ đông của hồ Côn Minh thuộc nơi mà ngày nay là Di Hòa Viên.

## Thời Nguyên
Khi Hốt Tất Liệt Hãn (cháu nội của Thành Cát Tư Hãn) thăm Yên Kinh vào năm 1261, phần lớn thành Trung Đô cũ, bao gồm hoàng cung, là đống đổ nát. Hốt Tất Liệt ở tại Thái Ninh cung tại Quỳnh Hoa đảo trên Cao Lương Hà ở đông bắc Trung Đô. Cung này do triều Kim xây dựng vào năm 1179 để làm nơi nghỉ ngơi thôn dã, khá giống với Di Hòa Viên thời Thanh sau này. Dù các thủ lĩnh Mông Cổ khác muốn duy trì căn cứ của liên minh bộ lạc truyền thống tại Cáp Lạp Hòa Lâm (Karakorum) ở Ngoại Mông, Hốt Tất Liệt lại mong muốn trở thành hoàng đế của một đế chế toàn cầu. Hốt Tất Liệt dành bốn năm để chống lại các tù trưởng Mông Cổ kình địch và đến năm 1264 thì ra lệnh cho Lưu Bỉnh Trung xây dựng đô thành mới tại Yên Kinh. Trước đó, vào năm 1260, Hốt Tất Liệt cho xây dựng kinh đô tại Thượng Đô, cách Yên Kinh 275 km (171 mi) về phía bắc, song ông vẫn ưa thích vị trí của Yên Kinh hơn.
Có bình nguyên Hoa Bắc rộng lớn ở phía nam và các thảo nguyên nằm ngay sau các dãy núi chạy qua phía bắc, Yên Kinh trở thành một điểm lý tưởng để Hốt Tất Liệt thiết lập căn cứ quyền lực. Năm 1271, Hốt Tất Liệt tuyên bố thành lập nhà Nguyên và đặt tên cho kinh thành là Đại Đô, hay Daidu trong tiếng Mông Cổ). Kinh thành cũng có tên Mông Cổ là Khanbaliq (汗八里, Hãn Bát Lý), viết là Cambuluc trong các ghi chép của Marco Polo. Công việc xây dựng Đại Đô bắt đầu vào năm 1267 và cung điện đầu tiên hoàn thành vào năm sau. Toàn thể tổ hợp cung điện được hoàn thành vào năm 1274 và toàn thành được hoàn thành vào năm 1285. Năm 1279, khi quân Nguyên tiêu diệt Nam Tống, Bắc Kinh lần đầu tiên trở thành thủ đô của toàn thể Trung Hoa. Sau khi xây dựng Đại Đô, Thượng Đô trở thành bồi đô của Nguyên Thế Tổ Hốt Tất Liệt.
Thay vì dựa trên nền tảng Trung Đô triều Kim, Đại Đô của triều Nguyên được xây dựng ở phía đông bắc và xây quanh Thái Ninh cung cũ trên đảo Quỳnh Hoa. Đại Đô có kích thước lớn gần gấp hai lần Trung Đô. So sánh với thành phố hiện nay, thành Đại Đô trải dài từ đường Trường An ở phía nam đến tường thành Đại Đô bằng đất vẫn còn tồn tại ở phía bắc và đông bắc Bắc Kinh, giữa bắc đường vành đai 3 và đường vành đai 4. Thành có tường bằng đất dày 24 m với 11 cổng thành, hai cổng ở phía bắc và mỗi mặt còn lại có ba cổng. Do đó, Đại Đô có chiều rộng tương tự như thành Bắc Kinh thời Minh và Thanh. Trung tâm địa lý của Đại Đô được đánh dấu bằng một đình, nay là Cổ Lâu.

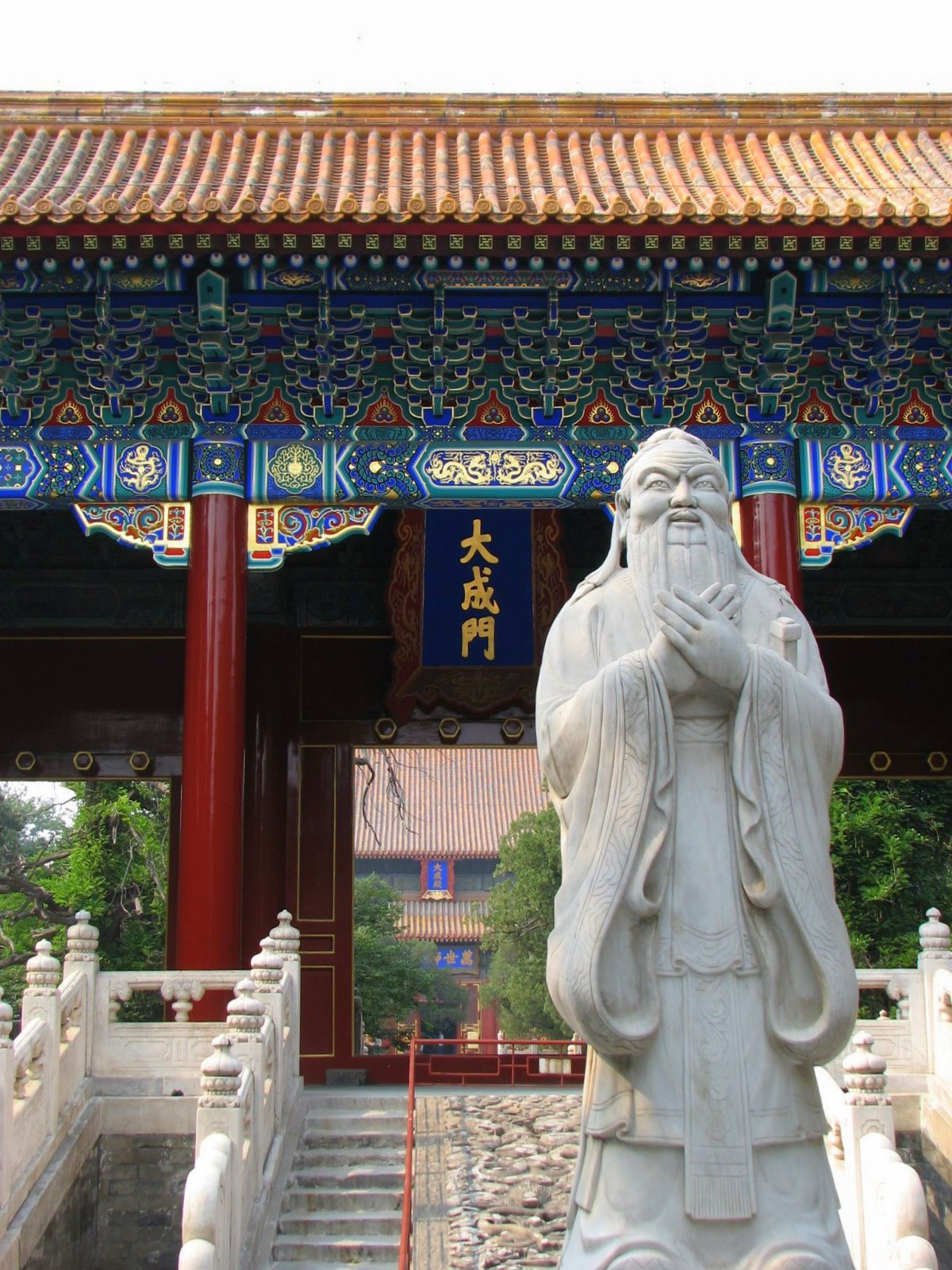
Khổng Miếu tại khu Đông Thành, được xây dựng vào năm 1302 dưới thời Nguyên Thành Tông, là miếu thờ Khổng Tử lớn thứ hai tại Trung Quốc. Miếu có 198 bia đá khắc tên 51.624 tiến sĩ các triều Nguyên, Minh và Thanh.

Đặc điểm tự nhiên nổi bật nhất của Đại Đô là chuỗi hồ nằm ở trung tâm của thành. Các hồ này được tạo nên từ Cao Lương Hà chảy qua thành. Ngày nay, các hồ này được gọi là "Lục Hải" và nằm ở trung tâm Bắc Kinh: Hậu Hải, Tiền Hải và Tây Hải được gọi chung là Thập Sát Hải, Công viên Bắc Hải và tổ hợp Trung Nam Hải. Đảo Quỳnh Hoa nay nằm trong công viên Bắc Hải và có một Bạch tháp. Giống với các lãnh tụ Trung Quốc ngày nay, hoàng tộc triều Nguyên sống ở phía tây các hồ tại Hưng Thánh cung và Long Phúc cung. Một cung thứ ba nằm ở phía đông các hồ, được gọi là Đại Nội, nơi đặt các cơ quan của đế chế. Việc xây dựng thành cần những người đến từ khắp phần châu Á của đế quốc Mông Cổ, bao gồm người Hán cũng như từ khác nơi khác như Nepal và Trung Á. Lưu Bỉnh Trung được bổ nhiệm làm người giám sát việc xây dựng hoàng cung và kiến trúc sư trưởng là Dã Hắc Điệt Nhi Đinh (也黑迭兒丁). Các gian nhà trong cung điện được xây theo các phong cách kiến trúc khác nhau trên khắp đế quốc. Toàn bộ tổ hợp cung điện bao trùm phần nam-trung của Đại Đô. Theo truyền thống Trung Hoa, các đền thờ tổ tiên và việc thu hoạch được xây dựng tương ứng ở phía tây và phía đông của cung điện.
Với việc có Cao Lương Hà chảy qua, nguồn cung cấp nước của Đại Đô dồi dào hơn so với Kế thành, U châu và Nam Kinh trước đó. Nhằm tăng nguồn cung cấp nước hơn nữa, nhà thủy học thời Nguyên là Quách Thủ Kính phụng mệnh xây dựng nhiều kênh đào để dẫn nước suối từ Ngọc Tuyền Sơn ở tây bắc qua nơi mà ngày nay là hồ Côn Minh tại Di Hòa Viên cũng như công viên Tử Trúc Viện để đến Tích Thủy Đàm- một hồ chứa nước lớn trong Đại Đô. Việc mở rộng và kéo dài Đại Vận Hà từ Đại Đô đến Hàng Châu cho phép thành có thể nhập một lượng ngũ cốc lớn hơn để nuôi sống dân cư ngày càng tăng lên. Năm 1270, Đại Đô có 418.000 cư dân nội thành cùng với 635.000 cư dân sống ở khu vực xung quanh. Năm 1327, Đại Đô có 952.000 cư dân nội thành và 2,08 triệu cư dân sống ở khu vực xung quanh.
Khu vực dân cư của thành Đại Đô được bố trí theo hình bàn cờ, chúng được phân chia với các đại lộ rộng 25 m và các ngõ hẹp, gọi là hồ đồng, rộng 6–7 m. Ngày nay nhai đạo Đông Tứ là ví dụ minh họa tốt nhất cho cách bố trí này, khu có 14 hồ đồng song song, được gọi là 14 điều (条). Mỗi đại lộ đều có các cống ngầm để chứa nước mưa rồi chảy về phía nam thành. Các khu chợ chính của Đại Đô nằm ở Đông Tứ, Tây Tứ và bờ bắc của Tích Thủy Đàm.
Theo ý định của Nguyên Thế Tổ, thành Đại Đô thể hiện tính toàn cầu của đế chế Mông Cổ. Một số lữ khách ngoại quốc như Giovanni di Monte Corvino, Odoric of Pordenone, Marco Polo và Ibn Battuta để lại các tường thuật về chuyến viếng thăm thành của họ. Trong các cư dân của Đại Đô có Mã Trí Viễn, Quan Hán Khanh, Vương Thực Phủ, họ nằm trong số những nhà văn nổi tiếng nhất thời Nguyên. Người Mông Cổ cũng cho xây dựng một đài thiên văn Hồi giáo và học viện Hồi giáo tại Đại Đô. Diệu Ứng tự gần Phụ Thành Môn do Hốt Tất Liệt cho xây dựng vào năm 1271. Ngôi chùa có một bạch tháp nổi tiếng do một kiến trúc sư người Nepal là Araniko thiết kế, nó hiện vẫn là một trong các phù đồ lớn nhất Trung Quốc. Khổng Miếu và Quốc Tử Giám được hình thành trong thời gian trị vì của Nguyên Thành Tông, người kế vị Nguyên Thế Tổ.

## Thời Minh
Năm 1368, Chu Nguyên Chương lập ra nhà Minh tại Nam Kinh và phái bộ tướng là Từ Đạt công chiếm Đại Đô, triều đình Nguyên phải chạy lên thảo nguyên. Hoàng cung của Đại Đô bị phá bỏ và thành được đổi tên là Bắc Bình. Nam Kinh, cũng gọi là Ứng Thiên phủ trở thành kinh sư của triều đại Minh. Hai năm sau đó, Hồng Vũ Đế Chu Nguyên Chương trao Bắc Bình cho tứ tử là Chu Đệ khi đó mới 10 tuổi, phong tước là Yên Vương. Năm 1380, Chu Đệ mới thực sự chuyển đến Bắc Bình và nhanh chóng xây dựng năng lực quân sự của ông, bảo vệ biên giới phía bắc. Hồng Vũ Đế qua đời năm 1398, hoàng tôn là Chu Doãn Văn kế vị, tức Kiến Văn Đế. Tân hoàng đế tìm cách loại bỏ bớt quyền lực của hoàng thúc tại Bắc Bình, trong nội bộ hoàng tộc Minh xảy ra cuộc đấu tranh quyền lực gay gắt. Năm 1402, sau bốn năm diễn ra Tĩnh Nan chi dịch, Chu Đệ chiếm được Nam Kinh và xưng là hoàng đế, tức Vĩnh Lạc Đế. Hoàng đế thứ ba của nhà Minh không muốn ở lại Nam Kinh, ông cho xử tử hàng trăm quan lại trung thành với Kiến Văn Đế.
Năm 1403, Vĩnh Lạc Đế đổi tên căn cứ của mình thành Bắc Kinh, và nâng địa vị thành một nơi trực thuộc triều đình trung ương, ngang bằng với Nam Kinh. Đây là lần đầu Bắc Kinh có tên gọi như hiện nay, mặc dù thành cũng được gọi là Thuận Thiên phủ. Từ năm 1403 đến 1421, Vĩnh Lạc Đế cho tiến hành chuẩn bị để lập Bắc Kinh làm thủ đô mới, một chương trình tái thiết lớn được tiến hành tại thành. Một số công trình lịch sử mang tính biểu tượng nhất của Bắc Kinh, bao gồm Tử Cấm Thành và Thiên Đàn, được xây dựng trong chương trình này. Đến thời Gia Tĩnh Đế, triều đình Minh cho xây dựng thêm Nhật Đàn, Địa Đàn và Nguyệt Đàn vào năm 1530.
Năm 1421, Vĩnh Lạc Đế chuyển kinh sư của nhà Minh đến Bắc Kinh, Bắc Kinh trở thành thủ đô chính của nhà Minh. Sau khi Vĩnh Lạc Đế qua đời vào năm 1424 khi trở về sau chiến dịch chống Mông Cổ lần thứ năm, nhi tử của ông là Hồng Hi Đế quyết định dời đô về lại Nam Kinh, song mắc bệnh qua đời vào năm 1425. Nhi tử của Hồng Hi Đế là Tuyên Đức Đế quyết định vẫn định đô tại Bắc Kinh. Giống như tổ phụ, Tuyên Đức Đế quan tâm đến tình hình biên giới phía bắc và hầu hết đoạn Trường Thành ở phía bắc địa phận Bắc Kinh được xây dựng vào thời nhà Minh.
Vào đầu thời Minh, phần phía bắc của thành Đại Đô cũ có dân số suy giảm và bị bỏ hoang. Năm 1369, dân số trong thành giảm xuống còn 95.000, và chỉ có 113.000 người ở khu vực xung quanh. Một bức tường phía bắc mới được xây dựng cách tường thành cũ 2,5 km (1,6 mi) về phía nam, khiến Tích Thủy Đàm nằm bên ngoài thành và trở thành một phần của con hào phía bắc. Một bức tường phía nam mới cũng được xây dựng, cách tường thành phía nam của Đại Đô nửa km. Các biến đổi này hoàn tất Nội Thành của Bắc Kinh, với 12 cổng thành (hai ở phía bắc, bốn ở phía nam, ba ở phía đông và phía tây).
Nội Thành trụ lại sau sự biến Thổ Mộc bảo vào năm 1449, khi người Ngõa Lạt Mông Cổ bắt được Chính Thống Đế trong một chiến dịch quân sự tại Hoài Lai. Thủ lĩnh Ngõa Lạt là Dã Tiên sau đó vượt qua Trường Thành và tiến gần kinh thành nhà Minh, trong tay nắm giữ hoàng đế nhà Minh. Binh bộ thị lang Vu Khiêm từ chối yêu sách đòi tiền chuộc của Dã Tiên, bất chấp lời khẩn cầu của Hoàng đế. Vu Khiêm nói rằng trách nhiệm bảo vệ quốc gia được ưu tiên hơn so với chuyện sinh tử của Hoàng đế. Vu Khiêm bác bỏ lời kêu gọi dời đô về phương Nam của các quần thần khác, thay vào đó ông tôn hoàng đệ của Chính Thống Đế là Chu Kì Ngọc lên ngôi, tức Cảnh Thái Đế, cũng như tập hợp 22 vạn lính bảo vệ kinh thành. Quân Minh với súng cầm tay và súng thần công phục kích đội kị binh Ngõa Lạt bên ngoài Đức Thắng Môn, giết chết huynh đệ của Dã Tiên, và đẩy lui một cuộc tiến công khác tại Tây Trực Môn. Dã Tiên rút quân về Mông Cổ và ba năm sau trao trả Chính Thống Đế mà không cần tiền chuộc. Năm 1457, Chính Thống Đế giành lại ngai vàng và xử tử Vu Khiêm vì tội phản nghịch. Phủ của Vu Khiêm tại Đông Đan sau đó chuyển đổi thành một ngôi đền để vinh danh ông.
Sau khi trở lại ngôi vị hoàng đế, Chính Thống Đế cải niên hiệu thành Thiên Thuận, vì thế được gọi là Thiên Thuận Đế. Thoạt đầu, Thiên Thuận Đế thăng chức song sau lại mất tin tưởng vào các quan lại hỗ trợ ông phục vị. Vào mùa thu năm 1461, dưỡng tử của Tào Cát Tường là Tào Khâm tiến hành binh biến trong đội quân Minh thuộc sắc tộc Mông Cổ đồn trú ở bên ngoài Bắc Kinh. Âm mưu bị bại lộ và Thiên Thuận Đế hạ lệnh đóng các cổng thành của Tử Cấm Thành và Nội Thành, giăng bẫy binh lính nổi dậy khiến họ không thể tiến vào hoàng cung và bị giết chết.
Năm 1550, Yêm Đáp Hãn dẫn quân Khách Nhĩ Khách Mông Cổ tiến công Bắc Kinh, cướp phá vùng ngoại ô phía bắc song không tìm cách chiếm thành. Để bảo vệ vùng ngoại ô phía nam của thành, bao gồm cả các khu phố từ thời Liêu và Kim, cũng như Thiên Đàn, triều đình Minh cho xây dựng Ngoại Thành vào năm 1553. Ngoại Thành có năm cổng, ba cổng nằm ở phía nam còn phía tây và phía đông đều có một cửa. Nội Thành và Ngoại Thành vẫn tồn tại cho đến thập niên 1960 khi chúng bị kéo đổ để xây dựng tàu điện ngầm Bắc Kinh và đường vành đai 2.
Các đoàn truyền giáo Dòng Tên đến Bắc Kinh vào thế kỷ XVI. Năm 1601, Matteo Ricci trở thành một quân sư cho triều đình của Vạn Lịch Đế và trở thành người phương Tây đầu tiên tiếp cận Tử Cấm Thành. Ông lập nên Nam Đường vào năm 1605, nhà thờ Cơ Đốc giáo cổ nhất tại thành phố. Các linh mục Dòng Tên khác sau đó trở thành những người quản lý Đài quan tượng Hoàng gia.
Trước khi xảy ra sự biến Thổ Mộc bảo vào năm 1448, thành Bắc Kinh có 960.000 cư dân nội thành và 2,19 triệu cư dân sống ở khu vực xung quanh. Bắc Kinh được cho là thành phố lớn nhất thế giới từ năm 1425 đến năm 1650 và từ năm 1710 đến năm 1825. Để nuôi sống số dân ngày càng tăng lên, triều đình Minh cho xây dựng và quản lý các kho thóc, bao gồm kho Kinh Thông (京通仓) gần điểm cuối của Đại Vận Hà, giúp đảm bảo lương thực cho cư dân cũng như binh lính. Các kho thóc giúp kiểm soát giá cả và ngăn chặn lạm phát, song chức năng kiểm soát giá cả của nó trở nên ít hiệu quả hơn do dân số tiếp tục gia tăng và nhu cầu lương thực vượt quá lượng cung.
Cho đến giữa thế kỷ XV, các cư dân Bắc Kinh vẫn dùng củi để sưởi ấm và nấu ăn. Việc dân số gia tăng dẫn đến các khu rừng quanh thành bị khai thác trên quy mô lớn. Đến giữa thế kỷ XV, các khu rừng này gần như biến mất, người dân chuyển sang dùng than đá. Tại địa phận Bắc Kinh ngày nay thì than đá được khai thác lần đầu vào thời Nguyên ở Tây Sơn, hoạt động khai thác than đá mở rộng vào thời Minh. Việc sử dụng than đá gây ra nhiều vấn đề môi trường, thay đổi hệ sinh thái xung quanh thành.
Thời Minh, 15 bệnh dịch xuất hiện tại thành Bắc Kinh, bao gồm bệnh đậu mùa, "dịch mụn nhọt" và "dịch nôn ra máu" - hai bệnh sau có thể là dịch hạch và dịch hạch thể phổi. Trong hầu hết trường hợp, hệ thống y tế công hoạt động tốt trong việc kiểm soát các dịch bệnh này, ngoại trừ năm 1643. Vào năm này, dịch bệnh khiến 20 vạn người ở Bắc Kinh thiệt mạng, ảnh hưởng đến việc bảo vệ thành trước các cuộc khởi nghĩa nông dân và góp phần vào sự sụp đổ của triều đại.
Trong thế kỷ XV và XVI, các nhóm phỉ thường hoạt động gần Bắc Kinh bất chấp sự hiện diện của triều đình trung ương. Do hoạt động giám sát không đầy đủ và thiếu thốn về mặt kinh tế, quân triều đình tại khu vực kinh thành thường chuyển sang cướp bóc. Các quan lại chịu trách nhiệm tiễu phỉ thường có quan hệ các nhóm phỉ và các thành phần ngoài lề xã hội khác của Đại Minh.
Đến cuối thời Minh, Bắc Kinh phải đối mặt với sự đe dọa cả từ bên trong và bên ngoài Trường Thành. Năm 1629, người Mãn do Hoàng Thái Cực lãnh đạo tiến hành một cuộc tiến công vào Bắc Kinh song bị tướng Minh là Viên Sùng Hoán đánh bại tại Quảng Cừ Môn và Tả An Môn bên ngoài Ngoại Thành. Sau khi rút lui về phía bắc, Hoàng Thái Cực lừa cho Sùng Trinh Đế tin rằng Viên Sùng Hoán phản bội Minh. Năm 1630, Súng Trinh Đế cho xử tử Viên Sùng Hoán tại Thái Thị Khẩu bằng hình thức lăng trì. Sau đó 150 năm, Viên Sùng Hoán được Càn Long Đế của nhà Thanh giải oan và mộ của ông gần Quảng Cừ Môn nay là một miếu thờ.
Ngày 19 tháng 3 năm 1644, quân khởi nghĩa nông dân Đại Thuận của Lý Tự Thành công chiếm Bắc Kinh, Sùng Trinh Đế thắt cổ quyên sinh. Sau khi tiến vào Bắc Kinh, quân Đại Thuận treo bảng yên dân, kêu gọi mọi người an cư lại nghiệp, trừng phạt các hoàng thân quốc thích và quan lại tham ô của triều Minh. Sau khi thất bại ở Sơn Hải quan trước liên quân giữa quân Ngô Tam Quế và quân Thanh của nhiếp chính vương Đa Nhĩ Cổn, Lý Tự Thành lại phải đưa đại quân rút về Bắc Kinh. Sau khi về Bắc Kinh, Lý Tự Thành tiến hành lễ tức vị tại hoàng cung, tiếp nhận triều kiến của các quan chức triều đình Đại Thuận, sớm hôm sau, Lý Tự Thành dẫn quân Đại Thuận rời Bắc Kinh hướng đến Tây An. Tính ra, quân Đại Thuận chiếm giữ Bắc Kinh trong 41 ngày.

## Thời Thanh
Ngày 3 tháng 5 năm 1644, quân Thanh chiếm Bắc Kinh từ quân Đại Thuận của Lý Tự Thành. Đa Nhĩ Cổn tổ chức quốc tang cho Sùng Trinh Đế và tái bổ nhiệm nhiều quan lại nhà Minh. Vào tháng 10, Đa Nhĩ Cổn rước Thuận Trị Đế từ Thẩm Dương đến Tử Cấm Thành và đặt Bắc Kinh làm thủ đô của nhà Thanh. Trong các thập niên sau đó, người Mãn Châu chinh phục phần còn lại của Trung Hoa, Bắc Kinh trở thành nơi đặt các cơ quan đầu não của triều đình Thanh trong gần ba thế kỷ. Trong thời kỳ này, Bắc Kinh cũng được gọi là kinh sư, tên tiếng Mãn tương ứng là Gemun Hecen. Dân số trong thành chỉ còn 144.000 người vào năm 1644, song tăng lên 539.000 vào năm 1647 (dân cư khu vực quanh thành tăng từ 554.000 lên 1,3 triệu).
Nhà Thanh duy trì phần lớn cấu trúc vật chất trong Nội Thành Bắc Kinh. Mỗi một kỳ trong Mãn Châu Bát Kỳ được phân công bảo vệ và đóng quân gần một trong tám cổng thành của Nội Thành. Bên ngoài thành, triều đình Thanh chiếm đoạt các vùng đất rộng lớn để phân cho các quý tộc người Mãn. Ở phía tây bắc thành, các hoàng đế nhà Thanh cho xây dựng một số ngự hoa viên tráng lệ. Năm 1684, Khang Hy Đế cho xây dựng Sướng Xuân Viên trên nền Thanh Hoa Viên của nhà Minh. Vào đầu thế kỷ XVIII, Khang Hy Đế cho xây dựng Viên Minh Viên, sau đó Càn Long Đế cho mở rộng Viên Minh Viên theo phong cách nhà vườn Baroque Âu châu. Năm 1750, Càn Long Đế cho xây dựng Di Hòa Viên. Hai cung điện nghỉ mát này đại diện cho cả thời điểm đỉnh cao và sự suy tàn của triều đình Thanh.
Sự cai trị của người Mãn nâng cao vị thế phương ngữ Quan thoại của Bắc Kinh, và cuối cùng nó trở thành ngôn ngữ chính thức của quốc gia. Vào đầu thời nhà Thanh, các quan lại người Hán phụng sự trong triều dược yêu cầu học tiếng Mãn, song hầu hết người Mãn ruốt cuộc lại học và nói tiếng Hán. Năm 1728, do không hiểu được ngôn ngữ của các quan lại đến từ miền Nam, Ung Chính Đế hạ chiếu rằng tất cả các sĩ tử tham gia thi khoa cử cần phải nói được phương ngữ Quan thoại Bắc Kinh. Mặc dù quy định này được bãi bỏ dưới thời Gia Khánh Đế, song phương ngữ Bắc Kinh trở nên phổ biến trong giới quan lại và sau đó là trong cộng đồng dân cư. Một thời gian ngắn sau khi Trung Hoa Dân Quốc được thành lập, vào năm 1913, Độc âm thống nhất hội quy định phương ngữ Bắc Kinh là chuẩn cấp quốc gia của Quốc ngữ. Sau khi Trung Hoa Dân Quốc dời đô đến Nam Kinh, Quốc ngữ thôi hành ủy viên hội tái khẳng định lấy phương ngữ Bắc Kinh làm chuẩn cho Quốc ngữ vào năm 1932. Cộng hòa Nhân dân Trung Hoa cũng làm điều tương tự vào năm 1955.
Nhà Thanh duy trì nguồn cung cấp lương thực tương đối ổn định cho cư dân kinh thành vào cuối thế kỷ XVII và đầu thế kỷ XVIII. Hệ thống cống nạp ngũ cốc của chính quyền khiến hàng hóa từ các tỉnh được đưa đến kinh thành, giữ giá lương thực ổn định. Việc cung ứng lương thức đầy đủ giúp triều đình Thanh duy trì tình trạng chính trị ổn định. Các hội chùa như hội Hộ Quốc (giống như các phiên chợ hàng tháng) được tổ chức quanh các ngôi chùa, thúc đẩy nền thương mại vốn sôi động trong thành. Vào thời điểm đỉnh cao trong thời gian trị vì của Càn Long Đế, vào năm 1781, thành Bắc Kinh có 776.242 người (và 2,18 triệu người ở khu vực xung quanh). Sau đó, chính quyền bắt đầu hạn chế việc di cư vào trong thành. Một thế kỷ sau đó, kết quả điều tra dân số tiến hành vào năm 1881-82 cho thấy các con số tương tự là 776.111 và 2,45 triệu.
Năm 1790, Nam phủ (phụ trách việc tiêu khiểu cho hoàng đế) mời các đoàn Huy kịch từ An Huy đến biểu diễn cho Càn Long Đế. Thời Càn Long Đế, Nam phủ có một nghìn người, bao gồm diễn viên, nhạc sĩ và thái giám. Năm 1827, Đạo Quang Đế đổi tên Nam phủ thành Thăng Bình phủ, và giảm bớt số lượng các buổi biểu diễn. Tuy thế, triều đình vẫn cho mời các đoàn hí kịch từ Hồ Bắc đến biểu diễn. Đến giữa thế kỷ XIX, Kinh kịch ra đời trên cơ sở pha trộn các phong cách hí kịch An Huy và Hồ Bắc.
Hầu hết các cơ sở kinh doanh lâu đời nhất tại Bắc Kinh khởi đầu từ thời Thanh. Đồng Nhân Đường do một thái y khai trương vào năm 1669, nó trở thành nguồn cung cấp thảo dược duy nhất cho triều đình Thanh vào năm 1723. Bạch Khôi Lão Hiệu là một thực quán Hồi tộc phục vụ các món ăn Bắc Kinh truyền thống, mở cửa hàng đầu tiên ở gần Long Phúc tự vào năm 1780. Món vịt quay nằm trong thực đơn của các bữa ngự yến thời Nguyên, và các thực quán phục vụ món vịt quay một cách rộng rãi từ thập niên 1400. Tuy nhiên, đến khi Toàn Tụ Đức khai trương vào năm 1864 và sử dụng "lò treo", vịt quay Bắc Kinh mới trở nên nổi tiếng.
Năm 1813, khoảng 200 thành viên Bạch Liên giáo tiến hành tập kích Tử Cấm Thành song bị đẩy lui. Đáp lại, chính quyền áp đặt chế độ bảo giáp nhằm giám sát và quản lý xã hội.
Đoàn truyền giáo của ngài Macartney đến Bắc Kinh vào năm 1792, song thất bại trong việc thuyết phục Càn Long Đế giảm bớt hạn chế hoặc cho phép đặt một Đại sứ quán Anh Quốc thường trực trong thành. Tuy nhiên, Macartney nhận thấy các điểm yếu trong lòng đế chế Đại Thanh và sau đó mạnh mẽ thúc đẩy Anh Quốc thâm nhập vào Trung Hoa.

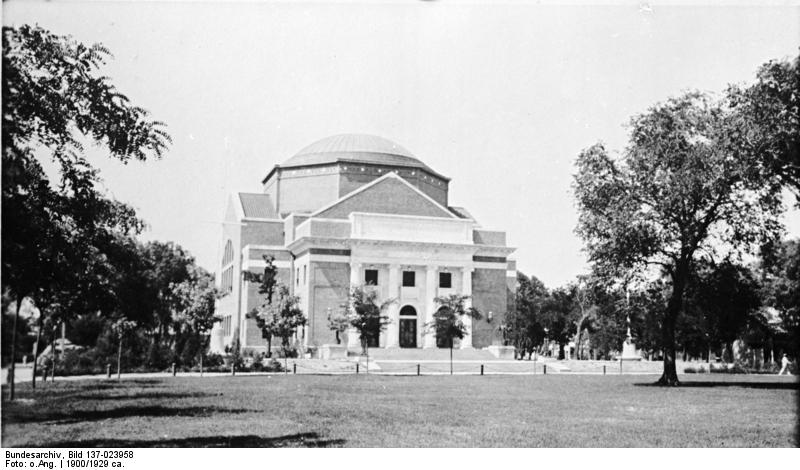
Đại sảnh của Đại học Thanh Hoa thập niên 1990, do Hoa Kỳ tài trợ

Năm 1860, trong Chiến tranh Nha phiến lần thứ hai, liên quân Anh-Pháp tiêu diệt quân Thanh trong trận Bát Lý Kiều ở phía đông thành Bắc Kinh. Liên quân Anh-Pháp chiếm được thành và cướp phá Di Hòa Viên cũng như Viên Minh Viên. Lãnh sự Anh Quốc ra lệnh phóng hỏa Viên Minh Viên để trả đũa việc nhà Thanh ngược đãi các tù nhân Tây phương. Tuy nhiên, lãnh sự Anh Quốc bỏ qua Tử Cấm Thành, giữ nó lại làm một địa điểm tổ chức lễ ký kết hiệp ước. Theo Điều ước Bắc Kinh kết thúc chiến tranh, triều đình Thanh buộc phải cho phép các cường quốc Tây phương thiết lập sự hiện diện ngoại giao thường trực trong thành. Các đại sứ quán ngoại quốc được đặt ở đông nam Tử Cấm Thành, tại Đông Giao Dân Hạng.
Năm 1886, Từ Hy thái hậu hạ lệnh cho xây dựng lại Di Hòa Viên bằng kinh phí từng dự định dùng cho hải quân. Sau khi nhà Thanh chiến bại trước Nhật Bản trong Chiến tranh Thanh-Nhật và buộc phải ký kết Điều ước Mã Quan, Khang Hữu Vi tập hợp 1.300 sĩ đại phu bên ngoài Tuyên Vũ Môn để phản đối điều ước và thượng biểu cho Quang Tự Đế. Vào tháng 6 năm 1898, Quang Tự Đế chấp thuận các đề xuất của Khang Hữu Vi, Lương Khải Siêu và các sĩ đại phu khác và cho tiến hành Bách Nhật Duy Tân. Cuộc cải cách này khiến Từ Hi thái hậu lo sợ, và với sự giúp đỡ của ngoại thích Vinh Lộc và chỉ huy Bắc Dương quân là Viên Thế Khải, Thái hậu tiến hành chính biến. Quang Tự Đế bị bắt giam, Khang Hữu Vi và Lương Khải Siêu phải chạy trốn ra ngoại quốc, còn Đàm Tự Đồng và ngũ vị quân tử khác bị xử trảm thị chúng tại Thái Thị Khẩu bên ngoài Tuyên Vũ Môn. Một di sản của thời gian duy tân ngắn ngủi là việc thành lập Đại học Bắc Kinh vào năm 1898.
Năm 1898, một nhóm thiên hi niên chủ nghĩa gọi là phong trào Nghĩa Hòa Đoàn nổi dậy tại Sơn Đông với mục đích chống lại chủ nghĩa đế quốc Tây phương xâm nhập Trung Quốc. Họ tấn công người Tây phương, đặc biệt là những nhà truyền giáo và những người Trung Quốc cải sang Cơ Đốc giáo. Triều đình Thanh thoạt đầu trấn áp Nghĩa Hòa Đoàn song Từ Hy thái hậu cố gắng dùng họ để ngăn chặn ảnh hưởng của ngoại bang và cho phép họ tập trung tại Bắc Kinh. Vào tháng 6 năm 1900, Nghĩa Hòa Đoàn cố xông vào khu Đông Giao Dân Hạng, lúc đó là nơi trú ẩn của vài trăm thường dân ngoại quốc và khoảng 3.200 tín hữu Cơ Đốc Trung Hoa. Một đội quân quốc tế gồm tám nước cuối cùng đánh bại Nghĩa Hòa Đoàn và quân Thanh, giải vây cho khu vực các sứ quán. Các đội quân ngoại quốc cướp phá thành Bắc Kinh và chiếm đóng miền Bắc Trung Quốc. Từ Hi thái hậu chạy đến Tây An và chỉ trở về Bắc Kinh sau khi triều đình Thanh ký kết Điều ước Tân Sửu mà theo đó Trung Quốc phải trả bồi thường chiến phí 450 triệu lạng với lãi suất 4 phần trăm. Gánh nặng bồi thường chiến phí khiến triều đình Thanh phải gia tăng thu thuế và khiến quốc lực tiếp tục suy yếu.
Sau khởi nghĩa Nghĩa Hòa Đoàn, triều đình Thanh đẩy nhanh tốc độ cải cách và dễ dàng tiếp nhận ảnh hưởng của ngoại quốc. Các kỳ thi khoa cử kéo dài hàng thế kỷ bị bãi bỏ vào năm 1905, thay thế chúng là hệ thống giảng dạy và văn bằng theo kiểu Tây phương. Giáo dục công cộng cho phụ nữ được nhấn mạnh hơn và nhận được sự ủng hộ của cả Từ Hi thái hậu. Đến cuối thời Thanh, các trường nữ sinh tại Bắc Kinh cởi trói yêu cầu đầu vào. Viện Cảnh sát Bắc Kinh được thành lập vào năm 1901 là học viện đào tạo cảnh sát hiện đại đầu tiên tại Trung Quốc, sử dụng các huấn luyện viên người Nhật và trở thành một hình mẫu cho học viện cảnh sát của các thành phố khác. Học viện Y Hiệp hòa Bắc Kinh được các nhà truyền giáo thành lập vào năm 1906 và được quỹ Rockefeller tài trợ từ năm 1915, thiết lập tiêu chuẩn cho việc đào tạo y tá. Thư viện Đại học Thủ đô tại Bắc Kinh được thành lập vào năm 1898, nó là thư viện đại học hiện đại đầu tiên của Trung Quốc dành để phục vụ cho việc giáo dục giáo dục công lập bậc đại học. Năm 1911, Chương trình Học giả Bồi hoàn Canh Tý do Hoa Kỳ tài trợ thiết lập American Indemnity College ở Thanh Hoa Viên thuộc tây bắc Bắc Kinh, hoạt động như một trường học dự bị cho các sinh viên có kế hoạch đi lưu học ở ngoại quốc. Năm 1912, trường được đổi tên thành Đại học Thanh Hoa, và cho đến nay vẫn duy trì vị thế là một trong các cơ sở giáo dục bậc đại học hàng đầu tại Trung Quốc.

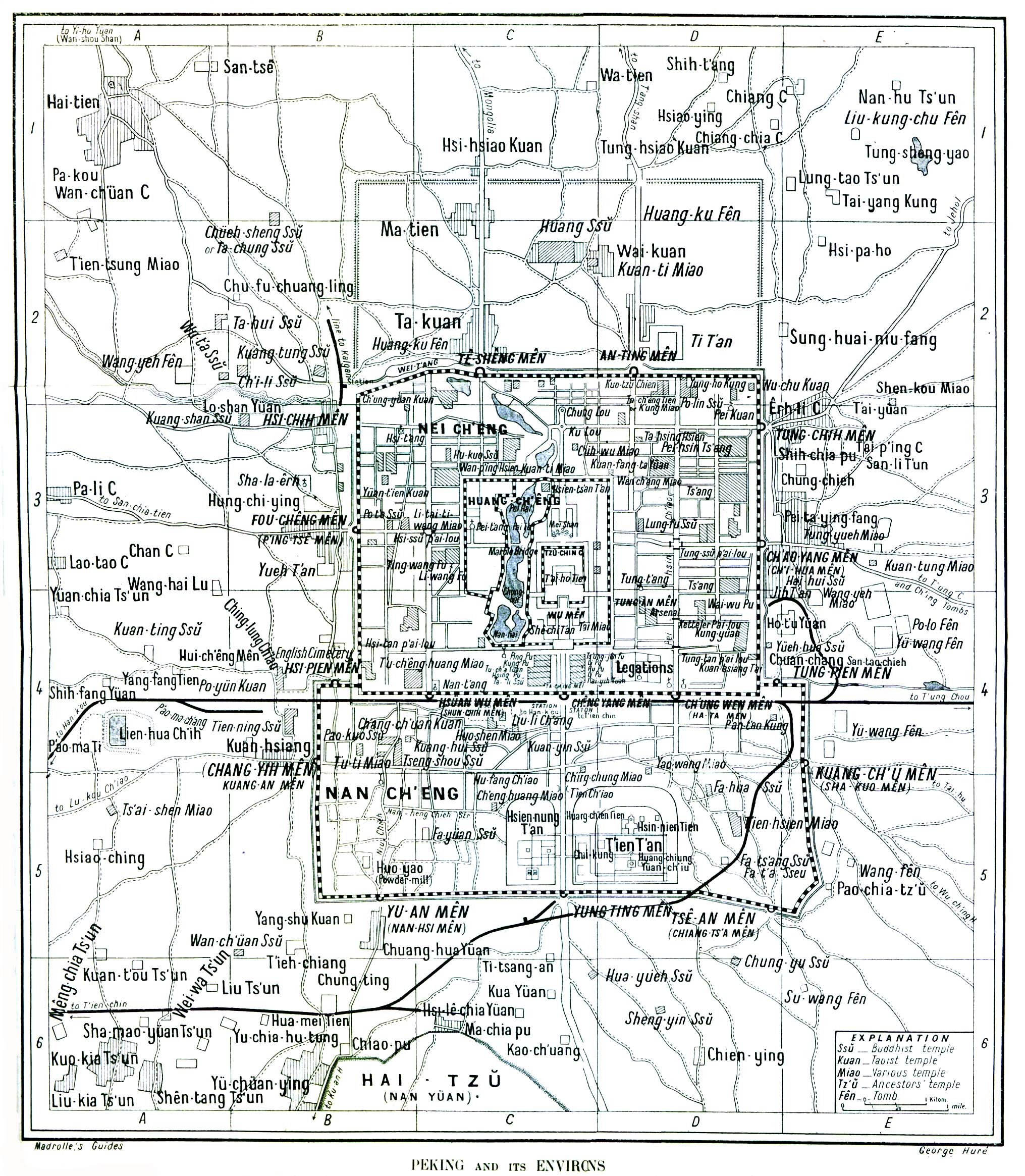
Bản đồ năm 1912 mô tả tường thành, các tuyến đường sắt và nhà ga tại Bắc Kinh. Nei Ch’eng tức Nội Thành và Nan Ch’eng tức Nam Thành (Ngoại Thành).

Cũng trong năm 1905, Hộ bộ và các nhà đầu tư tư nhân thành lập Ngân hàng Hộ bộ, ngân hàng trung ương đầu tiên của Trung Quốc và cũng là ngân hàng "hiện đại" lớn nhất đương thời Ngân hàng này được đổi tên thành Ngân hàng Trung Quốc sau Cách mạng Tân Hợi và bắt đầu biến Bắc Kinh trở thành trung tâm của các ngân hàng quốc gia tại Trung Quốc. Các ngân hàng ngoại quốc lớn như HSBC, Citibank, Deutsch-Asiatische Bank và Ngân hàng Chính kim Yokohama mở chi nhánh tại Đông Giao Dân Hạng.
Tuyến đường sắt thương mại đầu tiên qua địa phận Bắc Kinh là tuyến Thiên Tân-Lư Câu Kiều, được xây dựng từ năm 1895 đến 1897 bằng vốn của Anh Quốc.. Ga cuối của tuyến đường sắt được kéo dài hơn về phía trung tâm thành phố, tới Phong Đài và sau là tới Mã Gia Bảo, nay bên ngoài Vĩnh Định Môn, một cổng thành của Ngoại Thành. Triều đình Thanh chống lại việc kéo dài tuyến đường sắt vào trong tường thành. Để đảm bảo Từ Hy thái hậu sẽ ủng hộ việc xây dựng đường sắt, Tổng đốc Trực Lệ Lý Hồng Chương nhập khẩu một xe lửa nhỏ từ Đức và cho xây dựng một tuyến đường sắt khổ hẹp từ cung của bà tại Trung Nam Hải đến thực đường của bà tại Bắc Hải. Từ Hy thái hậu lo ngại rằng tiếng ồn của đầu máy xe lửa sẽ ảnh hưởng đến phong thủy của hoàng cung, vì thế yêu cầu các thái giám kéo xe lửa thay vì dùng động cơ hơi nước.
Các cường quốc từng chiếm đóng thành phố trong khởi nghĩa Nghĩa Hòa Đoàn kéo dài tuyến đường sắt vào trong tường Ngoại Thành ở Vĩnh Định Môn vào năm 1900 và sau đó kéo dài về phía bắc đến Chính Dương Môn (Tiền Môn) ở ngay ngoài tường Nội Thành vào năm 1903. Họ xây dựng một đoạn đường sắt nhánh về phía đông đến Thông Châu để tiến hành vận chuyển ngũ cốc từ Đại Vận Hà. Đoạn đường sắt này xây dựng từ năm 1896 đến 1905, và được đổi tên thành đường sắt Kinh-Hán sau khi tiến đến Tiền Môn từ phía tây. Việc xây dựng tuyến đường sắt khiến một phần tường thành ở Tuyên Vũ Môn bị phá hủy. Tuyến đường sắt Bắc Kinh-Phụng Thiên vào năm 1907 cũng khiến một đoạn tường thành ở Sùng Văn Môn bị phá. Tuyến đường sắt đầu tiên tại Trung Quốc được xây dựng mà không cần viện trợ của ngoại quốc là tuyến đường sắt Bắc Kinh-Trương Gia Khẩu, do Chiêm Thiên Hựu thiết kế và được xây dựng từ năm 1905 đến năm 1909 và điểm cuối của nó nằm ngay bên ngoài Tây Trực Môn. Những năm cuối thời Thanh, Bắc Kinh có các tuyến đường sắt kết nối đến Hán Khẩu (Vũ Hán), Phổ Khẩu (Nam Kinh]], Phụng Thiên (Thẩm Dương) và Đại Đồng, và là một đầu mối đường sắt lớn tại miền Bắc Trung Quốc.

## Thời Trung Hoa Dân Quốc
Cách mạng Tân Hợi năm 1911 lật đổ triều đình Thanh, song chế độ mới là Trung Hoa Dân Quốc vẫn định đô tại Bắc Kinh do nội các tổng lý đại thần Viên Thế Khải của nhà Thanh đoạt lấy quyền kiểm soát chính phủ mới từ những nhà cách mạng ở phương nam. Viên Thế Khải và những người kế nhiệm ông (đều xuất thân từ quân Bắc Dương) cai quản chính phủ Bắc Dương từ Bắc Kinh cho đến năm 1928, khi Quốc Dân đảng tái thống nhất quốc gia thông qua Quốc Dân Cách mạng quân Bắc phạt, thủ đô từ đó được chuyển đến Nam Kinh, Bắc Kinh được đổi tên thành Bắc Bình. Năm 1937, một cuộc đụng độ nổ ra giữa quân đội Trung Quốc và Nhật Bản ở Lư Câu Kiều bên ngoài thành Bắc Kinh, dẫn đến Chiến tranh Trung-Nhật. Người Nhật Bản lập ra Chính phủ Lâm thời Trung Hoa Dân Quốc bù nhìn tại miền Bắc Trung Quốc, đổi tên thành phố thành Bắc Kinh và đặt thủ đô của chính phủ này tại Bắc Kinh. Sau khi Nhật Bản đầu hàng vào năm 1945, thành phố lại thuộc quyền kiểm soát của Trung Quốc và được đổi tên thành Bắc Bình. Trong Nội chiến Trung Quốc giữa Quốc Dân đảng và Cộng sản đảng, Bắc Kinh được Giải phóng quân tiếp quản hòa bình vào năm 1949 và được đổi tên thành Bắc Kinh, trở thành thành thủ đô của chính thể mới.

### Cách mạng Tân Hợi

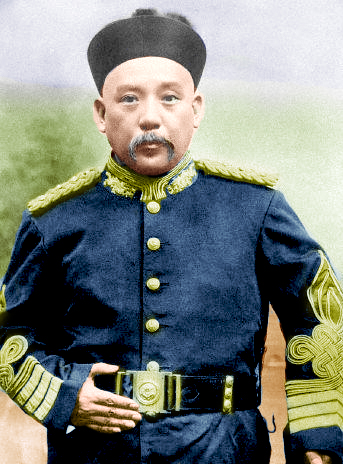
Viên Thế Khải đoạt lấy quyền lực tối cao của Trung Quốc sau Cách mạng Tân Hợi

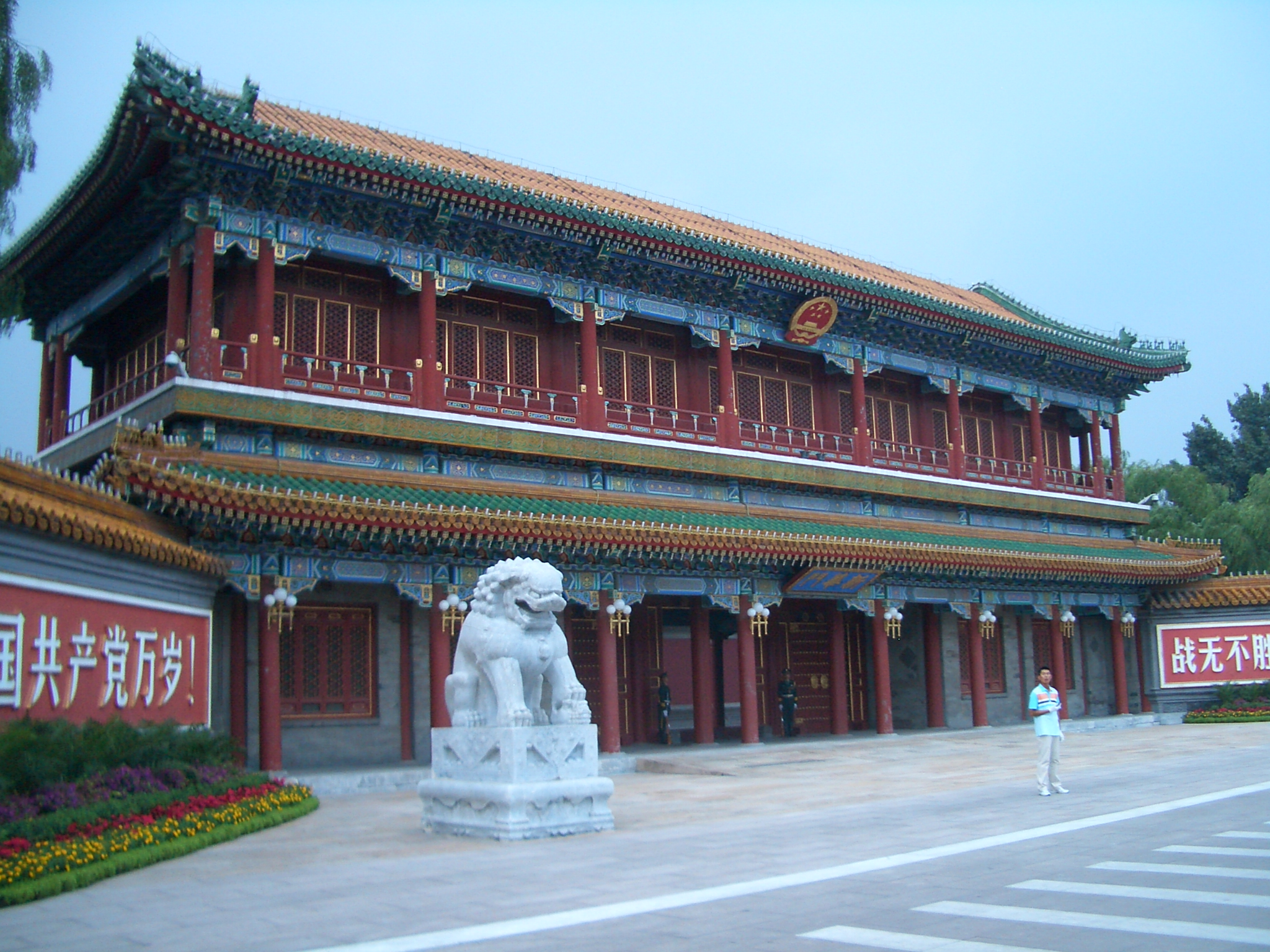
Viên Thế Khải thiết lập văn phòng và dinh thự tại khu Trung Nam Hải, Tân Hoa Môn được xây ở lối vào phía nam của Trung Nam Hải vào thời Viên Thế Khải

Khi khởi nghĩa Vũ Xương nổ ra vào tháng 10 năm 1911, triều đình Thanh phái Viên Thế Khải và quân Bắc Dương của ông đi trấn áp cuộc nổi dậy. Trong lúc chiến đấu với những người cách mạng ở phía nam, Viên Thế Khải đồng thời cũng đàm phán với họ. Vào ngày 1 tháng 1 năm 1912, Tôn Trung Sơn thành lập Trung Hoa Dân Quốc tại Nam Kinh và được bầu làm đại tổng thống lâm thời. Chính phủ Lâm thời Trung Hoa Dân Quốc không được cường quốc nào công nhận, và Tôn Trung Sơn chấp thuận nhường vị trí lãnh đạo cho Viên Thế Khải để đổi lấy hỗ trợ trong việc chấm dứt triều Thanh. Ngày 12 tháng 2, Viên Thế Khải buộc triều đình Thanh đang dưới quyền cai quản của nhiếp chính vương Tải Phong phải từ bỏ địa vị thống trị. Long Dụ thái hậu ra chiếu thoái vị thay mặt Tuyên Thống Đế Phổ Nghi mới năm tuổi. Ngày hôm sau, Tôn Trung Sơn từ chức đại tổng thống lâm thời và tiến cử Viên Thế Khải vào vị trí này. Theo các điều khoản thoái vị, Phổ Nghi vẫn được giữ các tước hiệu và nhận được một khoản trợ cấp từ Dân Quốc. Phổ Nghi được phép tiếp tục ở trong Tử Cấm Thành một thời gian, song sau đó bị yêu cầu chuyển đến Di Hòa Viên.
Tôn Trung Sơn kiên quyết yêu cầu rằng chính phủ lâm thời đặt ở Nam Kinh. Ngày 14 tháng 2, Hội nghị Nghị viên lâm thời bỏ phiếu lần đầu về vấn đề thủ đô, Bắc Kinh nhận được 20 phiếu trong khi Nam Kinh nhận được 5 phiếu, Vũ Xương được 2 phiếu và Thiên Tân được 1 phiếu. Phần lớn đại biểu Nghị viện muốn đảm bảo hòa bình bằng việc để trung tâm quyền lực tại Bắc Kinh. Trương Kiển và những người khác biện luận rằng đặt thủ đô ở Bắc Kinh cũng sẽ có thể ngăn ngừa Mãn Châu phục hưng và Mông Cổ ly khai. Song Tôn Trung Sơn và Hoàng Hưng thì ủng hộ Nam Kinh nhằm cân bằng với căn cứ quyền lực của Viên Thế Khải ở phía Bắc. Ngày hôm sau, Hội nghị Nghị viện Lâm thời bỏ phiếu lại, lần này Nam Kinh được 19 phiếu còn Bắc Kinh được 6 phiếu, Vũ Hán được 2 phiếu. Tôn Trung Sơn cử một phái đoàn do Thái Nguyên Bồi và Uông Tinh Vệ đi thuyết phục Viên Thế Khải chuyển đến Nam Kinh. Viên Thế Khải nghênh tiếp phái đoàn và đồng ý đi cùng với các đại biểu về phía nam. Vào đêm ngày 29 tháng 2, các vụ bạo động và phóng hỏa xảy ra trên khắp Bắc Kinh. Đội quân bất phục tùng của Tào Côn (một sĩ quan trung thành với Viên Thế Khải) được quy trách nhiệm khởi đầu sự việc. Rối loạn trong hàng ngũ quân đội lan đến Thông Châu, Thiên Tân và Bảo Định. Viên Thế Khải lấy các sự kiện này làm lý do để ở lại miền Bắc nhằm chỉ đạo chống lại tình trạng bất ổn. Vào ngày 10 tháng 3, Viên Thế Khải làm lễ tấn phong chức Đại tổng thống lâm thời của Trung Hoa Dân Quốc tại Bắc Kinh. Viên Thế Khải đặt văn phòng điều hành và dinh thự tại Trung Nam Hải, cạnh Tử Cấm Thành. Ngày 5 tháng 4, Nghị viện Lâm thời tại Nam Kinh bỏ phiếu bỏ phiếu chọn Bắc Kinh làm thủ đô của Dân Quốc và tụ họp tại Bắc Kinh vào cuối tháng đó.
Vào tháng 8, Tôn Trung Sơn đến Bắc Kinh, ông được Viên Thế Khải và một đám đông hàng nghìn người chào đón. Tại Hồ Quảng hội quán, Đồng Minh hội do Tôn Trung Sơn, Hoàng Hưng và Tống Giáo Nhân lãnh đạo hợp với một số chính đảng nhỏ hơn để thành lập Quốc Dân đảng. Cuộc bầu cử quốc hội được tổ chức lần đầu tiên từ tháng 12 năm 1912 đến tháng 1 năm 1913, nam giới trên 21 tuổi được tiếp nhận giáo dục hay có tài sản đủ lớn, trả thuế, và có thể chứng minh cư trú hai năm ở một huyện có thể bỏ phiếu. Một ước tính cho thấy 4-6% dân số Trung Quốc đăng ký tham gia bỏ phiếu. Quốc Dân đảng giành chiến thắng trong cả hai viện của Quốc hội, Quốc hội được triệu tập tại Bắc Kinh vào tháng 4 năm 1913.
Khi Quốc hội phê chuẩn hiến pháp, Viên Thế Khải chống lại các nỗ lực nhằm chia sẻ quyền lực. Không thông báo cho Quốc gội, Viên Thế Khải dàn xếp vay một khoản tiền lớn của ngoại quốc để dùng cho đội quân của mình. Khoản vay được ký kết tại Ngân hàng HSBC ở Đông Giao Dân Hạng, quyền thu thuế muối nằm trong tay ngoại quốc. Các đặc vụ của Viên Thế Khải ám sát lãnh tụ Quốc Dân đảng là Tống Giáo Nhân ở Thượng Hải. Đáp lại, Tôn Trung Sơn tiến hành Cách mạng Lần hai vào tháng 7 năm 1913, tuy nhiên Quốc Dân đảng thất bại và Tông Trung Sơn phải đi lưu vong. Sau đó, Viên Thế Khải buộc Quốc hội phải bầu ông làm Đại tổng thống và trục xuất các thành viên của Quốc Dân đảng. Vào đầu năm 1914, Viên Thế Khải giải tán Quốc hội và đến tháng 5 thì bãi bỏ Hiến pháp lâm thời. Ngày 23 tháng 12 năm 1915, Viên Thế Khải xưng đế, tức Hồng Hiến Đế, và chế độ của ông được gọi là Đế quốc Trung Hoa. Việc Viên Thế Khải xưng đế châm ngòi cho Chiến tranh hộ quốc khi các tỉnh phía nam nổi dậy. Viên Thế Khải buộc phải trở lại làm tổng thống vào tháng 3 năm 1916. Viên Thế Khải qua đời tại Bắc Kinh vào tháng 6 năm 1916, những sĩ quan xuất thân từ quân Bắc Dương cạnh tranh nhau quyền kiểm soát chính phủ. Trong 12 năm tiếp theo, chính phủ Bắc Dương đặt tại Bắc Kinh có không ít hơn 18 tổng thống, 5 quốc hội, 24 nội các, ít nhất 4 hiến pháp và sự kiện phục hồi nền quân chủ Mãn Thanh tồn tại hơn 10 ngày vào tháng 7 năm 1917.
Không giống như các giai đoạn thay đổi triều đại trước đây, việc nhà Thanh sụp đổ không khiến dân số Bắc Kinh suy giảm đáng kể, con số này là 785.442 vào năm 1910, 670.000 vào năm 1913 và 811.566 vào năm 1917. Dân số khu vực xung quanh thành phố tăng từ 1,7 lên 2,9 trong cùng thời kỳ.

### Chiến tranh thế giới thứ nhất và phong trào Ngũ Tứ

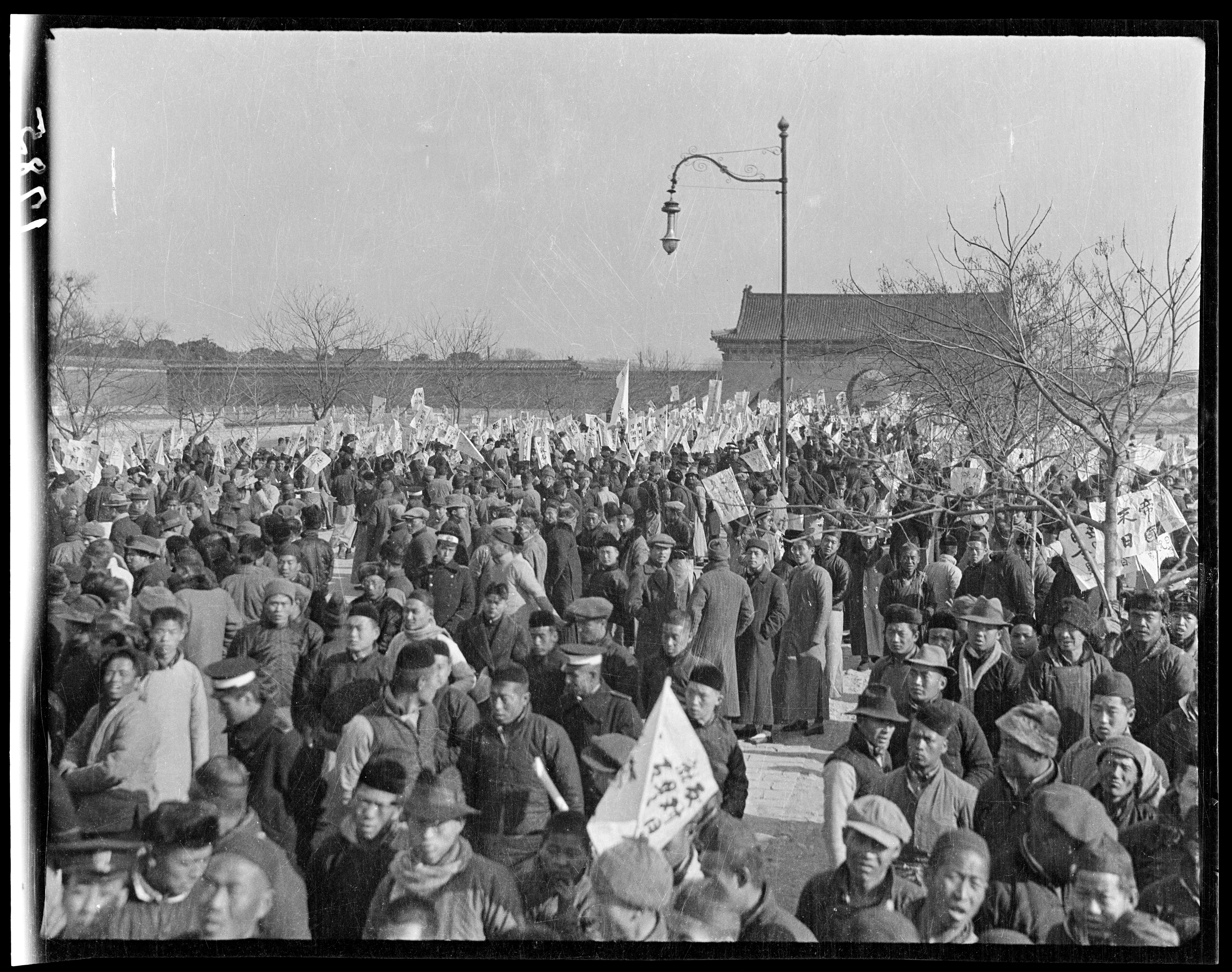
Cuộc biểu tình của sinh viên vào ngày 29 tháng 11 năm 1919, một phần trong phong trào Ngũ Tứ

Sau khi Viên Thế Khải qua đời, Lý Nguyên Hồng trở thành đại tổng thống còn Đoàn Kỳ Thụy trở thành quốc vụ tổng lý, Quốc hội được tái triệu tập. Chính phủ nhanh chóng phải đối diện với một cuộc khủng hoảng về việc nên về phe Hiệp Ước trong Chiến tranh thế giới thứ nhất hay duy trì trung lập. Đoàn Kỳ Thụy ủng hộ tham gia chiến tranh song bị Lý Nguyên Hồng bác bỏ, quân phiệt Trương Huân được mời đến thủ đô để hòa giải. Trương Huân và đội quân bảo hoàng có bím tóc dài của ông tiến vào Bắc Kinh, giải tán Quốc hội và phục vị cho Phổ Nghi là hoàng đế triều Thanh vào ngày 1 tháng 7. Lý Nguyên Hồng chạy đến Sứ quán Nhật Bản. Triều đình phục hưng tồn tại trong 12 ngày cho đến khi quân của Đoàn Kỳ Thụy tái chiếm thủ đô, Trương Huân phải chạy đến Sứ quán Hà Lan tị nạn. Theo lệnh của Đoàn Kỳ Thụy, Trung Quốc tuyên chiến với phe Đồng Minh và gửi 140.000 người lao động Trung Quốc đến làm việc tại Mặt trận phía Tây. Với hỗ trợ tài chính của Nhật Bản, Đoàn Kỳ Thụy sau đó thiết kế cuộc cầu cử Nghị viện mới vào năm 1918, song những người ủng hộ của Đoàn Kỳ Thụy xuất thân từ Hoàn hệ được sắp xếp trúng cử, chính phủ này vì thế còn được gọi là An Phủ (Hoàn là giản xưng của tỉnh An Huy).
Vào mùa xuân năm 1919, Trung Hoa Dân Quốc với vị thế là nước thắng trận cử một phái đoàn đến Hội nghị Hòa bình Paris nhằm yêu cầu được trao trả nhượng địa của Đức tại Sơn Đông. Tuy nhiên, Hòa ước Versailles lại trao lãnh thổ đó cho Nhật Bản. Tin tức về hòa ước gây phẫn nộ tại thủ đô Trung Quốc. Ngày 4 tháng 5, 3.000 sinh viên đến từ 13 trường đại học ở Bắc Kinh tập hợp tại quảng trường Thiên An Môn, khởi đầu Phong trào Ngũ Tứ để phản đối các cường quốc Tây phương phản bội Trung Quốc và nạn tham nhũng của An Phủ được Nhật Bản hỗ trợ tài chính. Họ tiến về phía các sứ quán ngoại quốc song bị chặn và chuyển sang tiến về tư gia của phó Bộ trưởng Ngoại giao Tào Nhữ Lâm, đây là nhân vật tham dự Hội nghị hòa bình và được xem là thân Nhật. Các sinh viên san bằng dinh thự của Tào Nhữ Lâm và đánh đập một nhà ngoại giao thân Nhật khác là Chương Tông Tường. Cảnh sát bắt giữ 32 sinh viên, và trong vòng một tuần, phong trào lan ra 200 thành thị thuộc 22 tỉnh. Đến cuối tháng 6, chính phủ Trung Quốc cam kết không ký kết hòa ước, bãi chức Tào Nhữ Lâm và Chương Tông Tường và phóng thích các sinh viên bị bắt.

### Chính phủ Bắc Dương

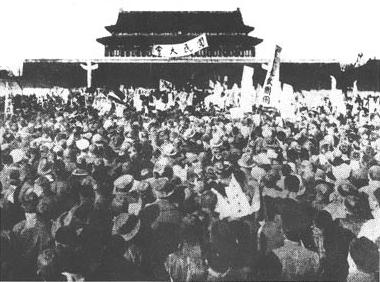
Sinh viên biểu tình trước Thiên An Môn vào ngày 18 tháng 3 năm 1926, phản đối đặc quyền của các cường quốc tại Trung Quốc.

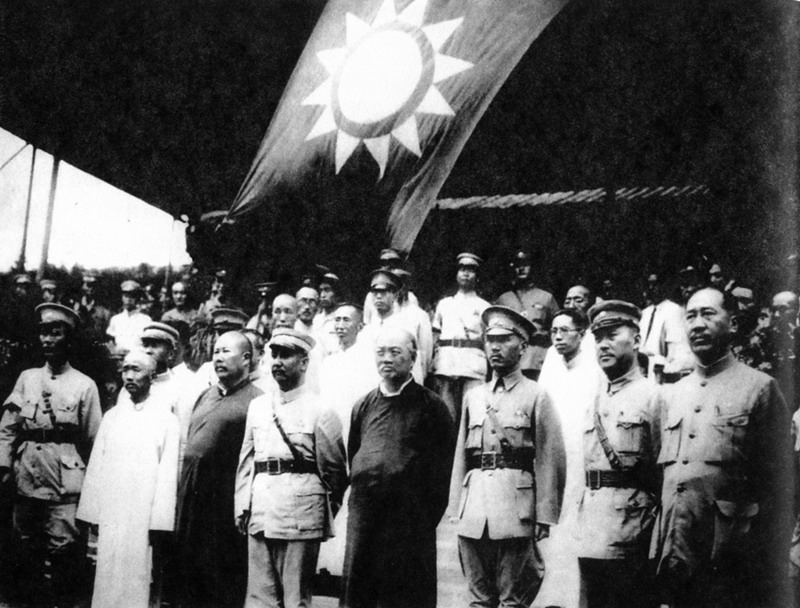
Sau khi đoạt được Bắc Kinh trong Bắc phạt, các lãnh tụ Quốc Dân đảng do Tưởng Giới Thạch đứng đầu tập hợp tại Bích Vân tự vào ngày 6 tháng 7 năm 1928, mục đích là để tỏ lòng tôn kính Tôn Trung Sơn

Vào thập niên 1920, quân Bắc Dương vốn hùng mạnh bị phân chia thành các bè phái và tranh giành quyền kiểm soát chính phủ Quốc dân cũng như thủ đô. Do suy yếu sau phong trào Ngũ Tứ năm 1919, vào tháng 7 năm 1920, chính phủ của Đoàn Kỳ Thụy bị Trực hệ của Ngô Bội Phu và Tào Côn đẩy ra khỏi Bắc Kinh trong chiến tranh Trực-Hoàn. Hai năm sau, Trực hệ phải giao chiến với Phụng hệ ở Mãn Châu do Trương Tác Lâm lãnh đạo trong Chiến tranh Trực-Phụng lần thứ nhất. Khi hai bên lại giao chiến trong Chiến tranh Trực-Phụng lần thứ hai vào năm 1924, một sĩ quan của Ngô Bội Phu là Phùng Ngọc Tường phát động Chính biến Bắc Kinh. Vào ngày 23 tháng 10 năm 1924, Phùng Ngọc Tường chiếm được thủ đô, giam cầm đại tổng thống Tào Côn, phục vị nguyên thủ quốc gia cho Đoàn Kỳ Thụy và mời Tôn Trung Sơn đến Bắc Kinh để hòa đàm. Khi đó, Tôn Trung Sơn đang xây dựng một chính phủ Quốc dân tại Quảng Châu với sự trợ giúp của Đệ Tam Quốc tế và sự ủng hộ của Trung Quốc Cộng sản đảng. Tôn Trung Sơn bị bệnh ung thư khi ông đến Bắc Kinh vào đầu năm 1925 trong nỗ lực cuối cùng của ông nhằm hòa giải đối địch bắc-nam. Ông được hàng trăm tổ chức dân sự chào đón, và kêu gọi xây dựng một chính phủ thống nhất. Tôn Trung Sơn qua đời tại Bắc Kinh vào ngày 12 tháng 3 năm 1925, được an táng tại Bích Vân tự.
Trương Tác Lâm và Ngô Bội Phu hợp binh chống lại Phùng Ngọc Tường (là người dựa vào sự ủng hộ của Liên Xô). Phùng Ngọc Tường có lập trường thân Quốc Dân đảng và Cộng sản đảng, cũng là các lực lượng có ảnh hưởng tại thành phố. Trong thời kỳ này, Bắc Kinh là nơi các hoạt động sinh viên phát triển mạnh. Trong Phong trào Ngũ Tạp vào năm 1925, có 12.000 sinh viên từ 90 trường học diễu hành qua Vương Phủ Tỉnh đến Thiên An Môn để ủng hộ những người kháng nghị tại Thượng Hải. Với việc mở các trường học tư như Đại học Yên Kinh vào năm 1919 và Đại học Phụ Nhân vào năm 1925, số lượng sinh viên tại Bắc Kinh gia tăng đáng kể vào đầu thập niên 1920. Các học sinh trung học cũng tham gia vào các hoạt động kháng nghị. Vào tháng 10, các sinh viên kháng nghị chủ nghĩa đế quốc trong một hội nghị quốc tế về hải quan và thuế quan được tổ chức tại thành phố. Vào tháng 11, Lý Đại Chiêu tổ chức một cuộc biểu tình gồm sinh viên và công nhân để yêu cầu Đoàn Kỳ Thụy từ chức. Cuộc biểu tình biến thành bạo lực, những người biểu tình đốt cháy các tòa soạn báo lớn, và bị giải tán.
Mặc dù Quốc Dân đảng dưới sự lãnh đạo của Tôn Trung Sơn liên minh với những người cộng sản trong cuộc đấu tranh với các quân phiệt, song liên mình không tránh khỏi căng thẳng. Vào tháng 11 năm 1925, một nhóm hữu khuynh trong hàng ngũ lãnh đạo Quốc Dân đảng hội đàm tại Tây Sơn Bắc Kinh và kêu gọi trục xuất những người cộng sản ra khỏi Quốc Dân đảng và cắt đứt các quan hệ với Đệ Tam quốc tế, bao gồm cả cố vấn Mikhail Borodin. Trung ương đảng của Quốc Dân đảng tại Quảng Châu do Tưởng Giới Thạch, Uông Tinh Vệ và Hồ Hán Dân lãnh đạo phản đối kịch liệt bản tuyên ngôn này, và các thành viên của "nhóm Tây Sơn" bị trục xuất khỏi đảng hoặc bị bãi nhiệm các chức vụ lãnh đạo đảng.
Ngày 17 tháng 3 năm 1926, Quốc Dân quân của Phùng Ngọc Tường tại pháo đài Đại Cô gần Thiên Tân đọ súng với tàu chiến Nhật Bản chở quân Phụng hệ của Trương Tác Lâm. Nhật Bản cáo buộc chính phủ Trung Quốc vi phạm Điều ước Tân Sửu, và cùng với bảy cường quốc khác ra tối hậu thư yêu cầu loại bỏ tất cả các căn cứ phòng thủ giữa Bắc Kinh và biển theo quy định trong Điều ước. Tối hậu thư châm ngòi cho các cuộc biểu tình của sinh viên ở Bắc Kinh, phối hợp tổ chức với các thành viên tả khuynh trong Quốc Dân đảng và Cộng sản đảng. Hai nghìn sinh viên diễu hành đến văn phòng hành chính của Đoàn Kỳ Thụy và kêu gọi bãi bỏ các điều ước bất bình đẳng. Cảnh sát khai hỏa vào đám đông và khiến 50 người thiệt mạng và 200 người bị thương, sự kiện này được gọi là Thảm án Tam Nhất Bát. Chính phủ ra trát bắt giữ các đảng viên Quốc Dân đảng và Cộng sản đảng, trong đó có Lý Đại Chiêu- người chạy vào Sứ quán Liên Xô. Trong nhiều tuần lễ, quân của Phùng Ngọc Tường chiến bại trước quân của Trương Tác Lâm, nội các của Đoàn Kỳ Thụy sụp đổ. Sau khi Trương Tác Lâm đoạt lấy quyền lực vào ngày 1 tháng 5 năm 1926, cả Quốc Dân đảng và Cộng sản đảng đều chuyển sang hoạt động bí mật. Một năm sau, Trương Tác Lâm cho quân tiến vào Sứ quán Liên Xô và bắt giữ Lý Đại Chiêu. Lý Đại Chiêu cùng 19 nhà hoạt động cộng sản và quốc dân bị hành quyết tại Bắc Kinh vào ngày 25 tháng 4 năm 1927.
Trương Tác Lâm kiểm soát chính phủ Bắc Dương cho đến tháng 6 năm 1928, khi Quốc Dân đảng do Tưởng Giới Thạch lãnh đạo cùng các đồng minh Diêm Tích Sơn và Phùng Ngọc Tường Bắc phạt, tiến vào Bắc Kinh. Bắc Kinh được chuyển giao một cách hòa bình cho Quốc Dân đảng. Quốc Dân đảng chuyển thủ đô và lăng Tôn Trung Sơn đến Nam Kinh. Lần đầu tiên kể từ năm 1421, Bắc Kinh bị đổi tên thành Bắc Bình, Thành phố trở thành tỉnh lị của tỉnh Hà Bắc song địa vị này cũng bị mất về tay Thiên Tân vào năm 1930. Trong Trung Nguyên đại chiến năm 1930, quân phiệt Thiểm Tây Diêm Tích Sơn chiếm được Bắc Bình trong một thời gian ngắn và thiết lập một chính phủ Quốc dân kình địch, song sau đó để mất thành phố về tay một đồng minh của Tưởng Giới Thạch là Trương Học Lương.

### Phát triển đô thị trong thập niên 1920
Trong thời kỳ do chính phủ Bắc Dương quản lý, Bắc Kinh chuyển đổi từ một thủ đô phong kiến sang một thành phố hiện đại. Dân số thành phố tăng từ 725.235 vào năm 1912 lên 863.209 vào năm 1921. Chính quyền tìm cách hiện đại hóa thành phố thông qua các công trình công cộng. Các nhà chức trách tái định hình cho tường thành và cổng thành, trải nhựa và mở rộng các đường phố, lắp đặt dịch vụ xe điện, đưa ra các quy hoạch đô thị và quản lý cấp khu vực. Họ cho xây dựng hệ thống cung cấp nước hiện đại, cải thiện vệ sinh môi trường đô thị, giáo dục cộng đồng về cách xử lý thực phẩm và chất thải, giám sát dịch bệnh truyền nhiễm. Nhờ phát triển y tế công cộng, tỷ lệ tử vong của trẻ sơ sinh và tuổi thọ trung bình của cư dân nhìn chung được cải thiện. Việc chuyển đổi hiện đại hóa được thúc đẩy do các ảnh hưởng từ Tây phương và truyền thống, bởi vai trò ngày càng tăng của nhà nước trong các vấn đề đô thị, và với các công nghệ mới được chuyển giao từ Tây phương.
Một ví dụ về việc nhấn mạnh quyền công dân so với truyền thống phong kiến là việc phát triển các công viên đô thị tại Bắc Kinh. Ý tưởng về việc công viên là nơi mà thường dân có thể thư giãn trong một cảnh quan nhân tạo du nhập từ Tây phương sang Trung Quốc qua đường Nhật Bản. Chính quyền thành phố Bắc Kinh, tầng lớp hào tộc và thương nhân địa phương đều thúc đẩy sự phát triển của các công viên tại Bắc Kinh. Hội đồng thành phố Bắc Kinh cho rằng công viên sẽ là nơi giải trí lành mạnh, giúp giảm bớt các chứng nghiện rượu, cờ bạc và mại dâm. Các công viên tại Bắc Kinh hầu hết được chuyển đổi từ những ngự hoa viên và đền chùa, trước đây là những nơi hạn chế đối với thường dân. Sau Chính biến Bắc Kinh năm 1924, Phùng Ngọc Tường đuổi Phổ Nghi ra khỏi Tử Cấm Thành, nơi này được mở cửa cho công chúng với tên gọi Quốc lập Cố cung Bác vật quán. Các công viên cũng là nơi diễn ra các hoạt động thương mại và trao đổi công khai các ý tưởng chính trị và xã hội trong tầng lớp trung lưu và thượng lưu.
Việc Bắc Kinh bị hạ từ thủ đô xuống một tỉnh lị kìm hãm rất nhiều các sáng kiến quy hoạch đô thị nhằm hiện đại hóa thành phố. Cùng với địa vị chính trị, Bắc Kinh cũng mất đi các khoản thuế, công ăn việc làm và quyền lực. Năm 1921, các ngân hàng lớn đặt trụ sở tại Bắc Kinh chiếm 51,9% lượng tư bản ngân hàng do 23 ngân hàng quan trọng nhất Trung Quốc nắm giữ. Tỷ lệ này giảm xuống còn 2,8% vào năm 1928 và 0% vào năm 1935. Thẩm quyền của thành phố cũng bị giảm do nhiều huyện xung quanh được tách sang các đơn vị khác trong tỉnh Hà Bắc. Lần đầu tiên kể từ thời Minh, thành phố không còn kiểm soát các khu vực nông nghiệp và nguồn cung cấp nước. Ngay cả nhà máy điện cung cấp cho hệ thống xe điện của thành phố cùng nằm ngoài thẩm quyền hành chính của thành phố. Các đề nghị gửi đến Nam Kinh nhằm đòi lại các đô thị như Uyển Bình và Đại Hưng bị từ chối. Nhờ các di tích lịch sử và các trường đại học, Bắc Kinh vẫn duy trì vị thế là một trung tâm du lịch và giáo dục bậc cao, và được gọi là "Boston của Trung Quốc." Vào năm 1935, dân số trong thành Bắc Bình đạt 1,11 triệu người, cùng với 3,485 triệu người ở khu vực xung quanh.

### Chiến tranh Trung-Nhật
Sau khi Nhật Bản chiếm Đông Bắc năm 1931, Bắc Bình bị đe dọa từ sự xâm lấm của người Nhật. Hiệp định Đường Cơ vào năm 1933 trao quyền kiểm soát Trường Thành cho Nhật Bản, và một khu phi quân sự 100-km phía nam Trường Thành được lập ra, tước đoạt khả năng phòng thủ phía bắc của Bắc Kinh. Hiệp định Hà Khâm-Umezu bí mật được ký kết vào tháng 5 năm 1935, theo đó yêu cầu chính phủ Trung Quốc triệt thoái các đơn vị Quốc quân khỏi tỉnh Hà Bắc và ngăn chặn các hoạt động chống Nhật của quần chúng Trung Quốc. Hiệp định Tần Đức Thuần-Doihara vào tháng 6 năm 1935 buộc quân đoàn 29, một đơn vị cũ của Quốc Dân quân, phải di chuyển từ tỉnh Sát Cáp Nhĩ đến khu vực phía nam Bắc Bình, gần Nam Uyển. Vào tháng 11 năm 1935, người Nhật dựng lên một chính phủ bù nhìn đặt tại Thông Châu gọi là Chính phủ Tự trị Phòng cộng Ký Đông, tuyên bố độc lập với chính phủ Trung Hoa Dân Quốc và kiểm soát 22 huyện phía đông Bắc Bình, bao gồm Thông Châu và Bình Cốc thuộc địa giới Bắc Kinh hiện nay.
Trước tình thế ngày càng căng thẳng, bộ sưu tập nghệ thuật của Bảo tàng Cố cung Quốc lập được di dời đến Nam Kinh vào ngày 1934 và nơi trú ẩn phòng không được xây dựng tại Trung Nam Hải. Dòng người tị nạn từ Đông Bắc và sự hiện diện của các trường đại học biến Bắc Bình trở thành một lò lửa của tình cảm chống Nhật. Ngày 9 tháng 12 năm 1935, các sinh viên tại Bắc Bình phát động phong trào Nhất Nhị Cửu để phản đối Uỷ ban Chính vụ Kí-Sát (một chính phủ bù nhìn khác) và kêu gọi vệ quốc.
Vào ngày 7 tháng 7 năm 1937, quân đoàn 29 của Trung Quốc và Chi Na trú đồn quân của Nhật Bản đọ súng tại Lư Câu Kiều gần Uyển Bình thành ở tây nam Bắc Bình. Sự kiện Lư Câu Kiều gây ra Chiến tranh Trung-Nhật. Đến cuối tháng 7, quân tiếp viện của Nhật Bản với sự hỗ trợ của không quân tiến công toàn diện vào Bắc Kinh và Thiên Tân. Trong khi giao chiến ở phía nam Bắc Bình, phó chỉ huy trưởng quân đoàn 29 là Đông Lân Các và sư đoàn trưởng Triệu Đăng Vũ đều tử chiến. Họ cùng với Trương Tự Trung, một sư đoàn trưởng khác của quân đoàn 29 là ba nhân vật hiện đại duy nhất được dùng tên để đặt cho các tuyến phố tại Bắc Kinh ngày nay. Tại Thông Châu, lực lượng dân quân của Chính phủ Tự trị Phòng cộng Ký Đông từ chối hợp binh với người Nhật để tiến công quân đoàn 29, và còn tiến hành nổi dậy chống Nhật, song các lực lượng Trung Quốc phải triệt thoái về phía nam. Tuy nhiên, Bắc Bình không phải chịu cảnh giao chiến trong đô thị và không bị phá hủy nhiều như các thành phố khác tại Trung Quốc.
Người Nhật lập ra một chế độ bù nhìn khác là Chính phủ Lâm thời Trung Hoa Dân Quốc, để quản lý vùng lãnh thổ chiếm được ở miền Bắc Trung Quốc, đổi tên Bắc Bình thành Bắc Kinh và lập làm thủ đô. Chính phủ này sau đó hợp nhất với chính phủ của Uông Tinh Vệ đặt tại Nam Kinh, song quyền kiểm soát thực tế nằm trong tay quân đội Nhật Bản. Trong chiến tranh, Đại học Bắc Kinh và Đại học Thanh Hoa được sơ tán đến các khu vực không bị chiếm đóng và thành lập nên Đại học Liên hiệp Quốc lập Tây Nam. Đại học Phụ Nhân được Tòa thánh Vatican (trung lập) bảo hộ. Sau khi bùng nổ Chiến tranh Thái Bình Dương với việc Nhật Bản tấn công Trân Châu Cảng vào tháng 12 năm 1941, quân Nhật đóng cửa Đại học Yên Kinh và giam cầm các nhân viên người Mỹ của đại học này. Một số người được du kích cộng sản ở những vùng nông thôn xa xôi cứu giúp. Thôn Tiêu Trang Hộ ở Thuận Nghĩa vẫn còn giữ lại một mê cung gồm các đường hầm dưới lòng đất với các sở chỉ huy, phòng họp và lối đi ngụy trang từ thời chiến tranh.
Ngày 10 tháng 10 năm 1945, thời gian chiếm đóng Bắc Bình của Nhật Bản chấm dứt với việc quân đội Nhật Bản chính thức đầu hàng Quốc quân Trung Hoa Dân Quốc trong một buổi lễ tại Tử Cấm Thành. Kết thúc Chiến tranh thế giới thứ hai, thành phố chuyển sang thuộc quyền kiểm soát của Chính phủ Quốc dân và được đổi tên thành Bắc Bình.

### Nội chiến Trung Quốc
Quốc Dân đảng và Cộng sản đảng là đồng minh trong chiến tranh Trung-Nhật, song họ tiếp tục tranh chấp sau khi Nhật Bản đầu hàng. Để ngăn chặn tái diễn nội chiến, chính phủ Hoa Kỳ phái George C. Marshall đến Trung Quốc để hòa giải. Sứ mệnh Marshall đặt trụ sở chính tại Bắc Bình, tại đây một thỏa thuận ngừng bắn được mở ra vào ngày 10 tháng 1 năm 1946, và một ủy ban gồm ba người: một đại diện Quốc Dân đảng, một đại diện Cộng sản đảng và một đại diện Hoa Kỳ, được thành lập để điều tra các hành vi vi phạm thỏa thuận ngừng bắn ở Hoa Bắc và Mãn Châu. Thỏa thuận ngừng bắn bắt đầu tan vỡ vào tháng 6 năm 1946 và sứ mệnh Marshall cuối cùng thất bại trong việc tạo ra một chính phủ liên minh. Sau khi Marshall ra đi vào tháng 2 năm 1947, nội chiến toàn diện nổ ra.
Các hoạt động quân sự của lực lượng Quốc Dân đảng tại miền Bắc Trung Quốc do Phó Tác Nghĩa- người chỉ huy 55 vạn quân- lãnh đạo, có trụ sở đặt tại Bắc Bình. Vào năm 1948, thành phố có 1,5 triệu cư dân và 4,1 triệu cư dân ở khu vực xung quanh. Sau khi chiến thắng trong chiến dịch Liêu Thẩm, vào ngày 29 tháng 11 năm 1948, Quân Giải phóng Nhân dân Trung Quốc tiến hành chiến dịch Bình Tân. Giải phóng quân chiếm Trương Gia Khẩu ở phía tây bắc Bắc Bình vào ngày 24 tháng 12, chiếm Thiên Tân vào ngày 15 tháng 1 năm 1949. Với việc lực lượng Quốc Dân đảng thất bại trong chiến dịch Hoài Hải ở xa về phương Nam, Phó Tác Nghĩa và trên 20 vạn quân Quốc Dân đảng bị bao vây tại Bắc Kinh. Sau nhiều tuần thương lượng, vào ngày 22 tháng 1 năm 1949, Phó Tác Nghĩa rút quân đội khỏi thành phố để "tái tổ chức". Hành động đào ngũ của Phó Tác Nghĩa khiến thành phố, các cư dân và kiến trúc lịch sử của Bắc Bình khỏi bị hủy diệt. Ngày 3 tháng 2 năm đó, Giải phóng quân tiến vào Bắc Bình.
Vào mùa xuân năm 1949, lãnh đạo Quốc Dân đảng Lý Tông Nhân tiến hành nỗ lực cuối cùng nhằm bảo đảm một thỏa thuận ngừng bắn. Các cuộc hòa đàm được tổ chức tại Bắc Bình từ ngày 1 đến 12 tháng 4, song Cộng sản đảng không chấp nhận dừng lại ở Trường Giang và thừa nhận miền Nam do Quốc Dân đảng quản lý. Giải phóng quân tiếp tục giành được thêm quyền kiểm soát phần còn lại của quốc gia, các nhà lãnh đạo Cộng sản đảng, các thành viên phái tả trong Quốc Dân đảng, và những người ủng hộ bên thứ ba tập hợp tại Hội nghị Hiệp thương Chính trị Nhân dân Trung Quốc ở Trung Nam Hải vào ngày 21 tháng 9. Để chuẩn bị cho việc thành lập một chế độ mới, họ thông qua quốc hiệu, quốc kỳ, quốc huy và quốc ca và thủ đô.

## Thời Cộng hòa Nhân dân
Ngày 1 tháng 10 năm 1949, Mao Trạch Đông đứng trên tòa lầu ở Thiên An Môn, tuyên bố thành lập nước Cộng hòa Nhân dân Trung Hoa. Tên gọi của thành phố được phục hồi là Bắc Kinh, đóng vai trò là thủ đô. Khi đó, thành phố chỉ có diện tích hành chính là 707 km2 (273 dặm vuông Anh) và hơn 2,03 triệu cư dân. Trong vòng sáu mươi năm sau, thành phố mở rộng cả về quy mô lãnh thổ (gấp 23 lần) và dân số (gấp 10 lần) cũng như tầm vóc và tầm quan trọng về chính trị. Là trung tâm chính trị của một chính phủ tập trung cao độ, Bắc Kinh và các cư dân thành phố chứng kiến nhiều sự kiện chính trị và các bước phát triển định hình cho Trung Quốc hiện nay.

### 1949-1958

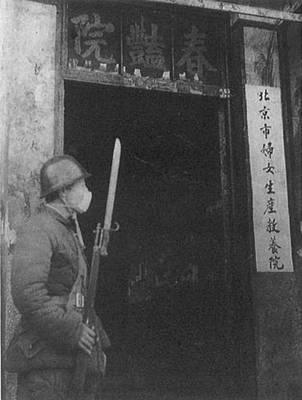
Sau khi mại dâm bị cấm tại Bắc Kinh vào năm 1949, các nhà chứa cũ được chuyển đổi thành các trung tâm sản xuất và giáo dục dành cho phụ nữ, tại đây các gái mại dâm cũ được 'cải tạo', đào tạo nghề nghiệp và điều trị y tế. Vào thời điểm đó, trên 90% gái mại dâm tại Bắc Kinh mắc bệnh tình dục.

Các nhà lãnh đạo cộng sản nhanh chóng thiết lập một trật tự mới tại Bắc Kinh. Trong vòng vài tuần sau khi thành lập chính phủ mới, mại dâm bị cấm tại thành phố. Khoảng 224 nhà thổ bị đóng cửa và 1.308 gái mại dâm được đưa đến các trung tâm cải tạo, tại đó họ được điều trị y tế và đào tạo lại nghề nghiệp. Việc sử dụng thuốc phiện bị cấm vào năm 1952.
Với việc chính phủ mới bãi bỏ các điều ước bất bình đẳng, các cường quốc bị tước bỏ đặc quyền dành cho đơn vị lính đồn trú và sứ quán ở Đông Giao Dân Hạng. Hoa Kỳ, Pháp và Hà Lan từ chối công nhận chính phủ mới nên họ bị buộc phải từ bỏ văn phòng lãnh sự và quân sự vào năm 1950. Liên Xô đàm phán để chuyển đến một đại sứ quán mới ở góc đông bắc thành cổ. Anh Quốc công nhận chính phủ mới, họ nằm trong số các quốc gia cuối cùng dời khỏi Đông Giao Dân Hạng vào năm 1954. Một khu vực sứ quán mới xuất hiện ở phía đông của tường thành, tại Tam Lý Đồn, nơi các nước thuộc khối Cộng sản và Thế giới thứ ba thiết lập cơ quan đại diện ngoại giao của mình.
Là trung tâm quyền lực của nước Cộng hòa, Bắc Kinh được chuyển đổi để phản ánh những ý tưởng của nhà nước cộng sản. Tại một cuộc họp nhằm lập kế hoạch vào tháng 11 năm 1949, dưới sự chủ trì của thị trưởng Nhiếp Vinh Trăn, kiến trúc sư nổi tiếng Lương Tư Thành đề xuất bảo tồn nguyên vẹn khu thành cổ bằng cách xây dựng một khu đô thị và trung tâm chính quyền mới ở Ngũ Khỏa Tùng, Tam Lý Hà và Điếu Ngư Đài cách Thiên An Môn 10 km (6,2 mi) về phía tây. Các cố vấn Liên Xô phản đối đề xuất này, họ cho rằng nên tập trung các tòa nhà chính phủ mới trong vùng lõi đô thị cũ, đặc biệt là xung quanh quảng trường Thiên An Môn. Việc xây dựng các tòa nhà trong vùng lõi đô thị sẽ cho phép các nhân viên chính phủ sinh sống trong các khu phố hiện có và việc xây thêm các khu dân cư mới để phục vụ cho một trung tâm chính phủ mới tại vùng ngoại ô bị xem là không kinh tế. Các cố vấn Liên Xô cũng kêu gọi công nghiệp hóa, lưu ý rằng công nhân chỉ chiếm 4% dân cư địa phương, trong khi thủ đô của một chính quyền cộng sản cần phải có một tầng lớp vô sản mạnh. Các đề xuất của Liên Xô chiếm ưu thế, định hướng cho quy hoạch đô thị của Bắc Kinh trong thập niên sau đó.
Quảng trường Thiên An Môn được mở rộng để có thể đủ không gian cho các cuộc tập hợp và diễu hành công chúng quy mô lớn. Các tòa nhà và đài kỷ niệm mang tính biểu tượng, chịu ảnh hưởng của phong cách chủ nghĩa hiện thực xã hội chủ nghĩa từ Liên Xô, bao gồm Bia Kỉ niệm Anh hùng Nhân dân, Đại lễ đường Nhân dân, và Bảo tàng Quốc gia Trung Quốc, được hoàn thành vào năm 1959, nhân dịp mười năm quốc khánh. Nhiều khu phố trong thành cổ bị san bằng để nhường chỗ cho các nhà máy, văn phòng chính phủ và các tòa nhà chung cư. Nhiều cung điện và hoa viên được cải tạo thành nhà ở, trường học và văn phòng. Các cơ sở công nghiệp lớn được xây dựng tại các vùng ngoại ô phía tây và phía đông. Lãnh đạo quốc gia cư trú tại Trung Nam Hải, ở phía tây của Tử Cấm Thành. Tường thành Bắc Kinh rơi vào cảnh không được tu sửa, và sau đó bị phá bỏ trong thập niên 1960 để xây dựng tàu điện ngầm Bắc Kinh và đường vành đai 2.
Trong Chiến tranh Triều Tiên, Bắc Kinh là nơi tổ chức Hội nghị Hòa bình Vành đai châu Á và Thái Bình Dương, hội nghị quốc tế lớn đầu tiên được tổ chức tại thành phố. Hội nghị do Tống Khánh Linh, Quách Mạt Nhược và Bành Chân tổ chức và diễn ra từ ngày 2 đến ngày 12 tháng 10 năm 1952, quy tụ 400 đại biểu từ 37 quốc gia. Một khu dân cư mới phát triển được đặt theo tên của hội nghị, Hòa Bình Lý.
Thành phố trở thành nơi tập trung nhiều nhất các cơ sở giáo dục bậc cao và nghiên cứu hàn lâm tại Trung Quốc. Số trường đại học tại Bắc Kinh tăng lên với việc di chuyển các học viện từ khu vực du kích đến như Đại học Nhân dân, Đại học Công nghệ Bắc Kinh, Trường Trung ương đảng Trung cộng, Đại học Dân tộc Trung ương, và Đại học Ngoại ngữ Bắc Kinh, việc mở ra các học viện và viện nghiên cứu quốc gia thuộc các bộ khác nhau. Tuy nhiên, các trường đại học do ngoại quốc tài trợ bị đóng cửa hoặc chuyển thành trường công, đại học Yên Kinh được sáp nhập với đại học Bắc Kinh và chuyển đến khu ngoại ô ở tây bắc, đại học Phụ Nhân trở thành Đại học Sư phạm Bắc Kinh.
Từ năm 1949 đến năm 1958, thành phố dần nhận thêm nhiều lãnh thổ từ tỉnh Hà Bắc. Việc mở rộng đáng kể cuối cùng diễn ra vào năm 1958 với việc sáp nhập 9 huyện: Thông huyện (nay là Thông Châu), Thuận Nghĩa, Đại Hưng, Lương Hương (nay thuộc Phòng Sơn), Phòng Sơn, Bình Cố, Mật Vân, Hoài Nhu và Diên Khánh với tổng diện tích 11.988 km2 (4.629 dặm vuông Anh), tổng diện tích Bắc Kinh tăng lên 16.800 km2 (6.500 dặm vuông Anh). Năm 1958, dân số toàn thành phố là 6.318.497 người, trong đó 31,5% sinh sống trong tường thành, 29% sinh sống tại vùng ngoại thành lân cận và các cư dân còn lại sống tại các thị trấn xa trung tâm và khu vực nông thôn. Các nhà quy hoạch lập mục tiêu biến Bắc Kinh thành thành phố 10 triệu dân.

### Đại nhảy vọt
Vào tháng 1 năm 1958, Mao Trạch Đông khởi động kế hoạch 5 năm bằng một chiến dịch đầy tham vọng nhằm thúc đẩy phát triển kinh tế. Đại nhảy vọt (Đại dược tiến) có mục tiêu là khắc phục tình trạng thiếu vốn của Trung Quốc thông qua huy động quần chúng, sử dụng các nông trại tập thể quy mô lớn để tăng sản lượng nông nghiệp và lương thực dư ra được phát miễn phí cho các lao động trong lĩnh vực công nghiệp. Tại vùng đô thị Bắc Kinh, cũng như các thành phố khác, các tòa nhà ở mới được xây dựng mà không có nhà bếp. Thay vào đó, các cư dân ăn tối trong phòng ăn tập thể, được phục vụ miễn phí. Các cư dân được huy động sản xuất thép tại gia, sử dụng các tài sản cá nhân bằng kim loại (như chậu và dao kéo, được cho là không cần thiết do có nhà ăn tập thể). Tường thành cũng bị phá hủy để lấy vật liệu xây lò nung. Thép thỏi phẩm cấp thấp được sản xuất từ các lò này không thích hợp khi sử dụng trong công nghiệp. Chính sách thất bại hoàn toàn, và việc phân bổ sai các nguồn tài nguyên ngăn cản các kế hoạch xây dựng lại thành phố trong nhiều năm.
Vào đầu chiến dịch diễn ra phong trào diệt bốn loài gây hại, bao gồm chim sẻ do được cho là gây hại do ăn ngũ cốc. Vào đỉnh điểm của phong trào, vào tháng 4 năm 1958, trên ba triệu cư dân Bắc Kinh sử dụng pháo, cồng, đánh vào chậu hay chai lọ để phát thành tiếng, dùng cờ màu mè, mục đích là để chim sẻ và các loài chim khác không tìm được chỗ đậu trong thành phố và mệt mỏi do bay quá nhiều mà chết. Trên 400.000 chim sẻ và vô số các loài chim khác bị giết chết trong ba ngày. Chiến dịch được dừng lại sau khi việc loại bỏ chim sẻ khiến số châu chấu tăng đột biến.
Trong suốt mùa hè và mùa thu năm 1958, chất lượng và số lượng thực phẩm được phục vụ trong các nhà ăn tập thể liên tục suy giảm, và các nhà ăn tập thể bị đóng cửa hoàn toàn vào đầu năm 1959. Thay vào đó, các cư dân nhận thực phẩm theo khẩu phần bằng tem phiếu (15–17 kg cho mỗi đàn ông, 13,75 kg cho mỗi phụ nữ, 12,75 kg cho thanh thiếu niên, 3,75 kg cho trẻ em dưới 10 tuổi). Do dự báo tăng sản lượng lương thực, người ta không trồng lúa mì vụ đông vào năm 1958 khiến mùa xuân năm 1959 không có gì để thu hoạch. Đến tháng 5 năm 1959, các cư dân buộc phải bổ sung chế độ ăn uống ít ỏi của họ bằng vỏ cây đu, rễ cây sậy, chồi cây liễu, dền hoang, cần tây hoang và các loại cây hoang dã khác có thể ăn được. Việc suy dinh dưỡng trở nên phổ biến trong thành phố. Khoảng 420.000 cư dân được đưa đến các vùng nông thôn vì thành phố không còn có thể hỗ trợ cho họ. Tình trạng thiếu lương thực khiến tỷ lệ "tử vong do nguyên nhân không tự nhiên" tại Bắc Kinh tăng từ 3,64% vào năm 1958 lên 4,4% vào năm 1961, tức có thêm 90.000 ca tử vong.

### Cách mạng văn hóa
Đại Cách mạng văn hóa vô sản là chiến dịch do Mao Trạch Đông phát động nhằm thay đổi cơ cấu xã hội và văn hóa của Trung Quốc, được mở đầu và kết thúc tại Bắc Kinh, với các hậu quả sâu sắc đối với thành phố và quốc gia. Mao Trạch Đông khởi đầu chiến dịch bằng việc chỉ đạo các cuộc tiến công chống lại các nhân vật chính trị-văn học tại Bắc Kinh. Mục tiêu đầu tiên là Ngô Hàm- phó thị trưởng Bắc Kinh và cũng là một sử gia, ông viết Hải Thụy bãi quan, chuyển thể từ vở kịch về một quan lại liêm khiết thời Minh, từng được Mao Trạch Đông ca ngợi vào đầu thập niên 1960. Tuy nhiên, vào ngày 10 tháng 11 năm 1965, tác phẩm này bị Diêu Văn Nguyên chỉ trích là phục hồi Bành Đức Hoài. Phạm vi cuộc tấn công mở rộng đến "Tam gia thôn"- ba đồng tác gia một chuyên mục trên Nhân dân nhật báo, trong đó có tổng biên tập Đặng Thác. Bộ ba này bị cáo buộc ngầm tấn công chống Mao chủ tịch, kết quả là Đặng Thác tự tử. Thị trưởng Bắc Kinh Bành Chân bị cáo buộc điều hành thành phố giống như ấp phong của mình và nuôi dưỡng âm mưu chống đảng, việc tấn công Bành Chân làm suy yếu Lưu Thiếu Kỳ, vốn là mục tiêu cuối cùng của Mao Trạch Đông. Chính quyền thành phố Bắc Kinh trở thành nạn nhân đầu tiên của cách mạng văn hóa, các vị trí lãnh đạo thành phố được thay thế bằng những người theo chủ nghĩa Mao Trạch Đông.
Mao Trạch Đông mở rộng cuộc tranh giành quyền lực trong tầng lớp tinh hoa vào mùa xuân năm 1966, ông khích lệ thanh thiếu niên từ các trường đại học và trung học ở Bắc Kinh hưởng ứng chiến dịch của mình. Vào ngày 16 tháng 5 năm 1966, Mao Trạch Đông công bố "Ngũ Nhất Lục thông tri", chính thức phát động một cuộc Cách mạng văn hóa để thanh tẩy các yếu tố tư sản và Xô viết xét lại ra khỏi đảng và quốc gia, như Bành Chân. Ngày 25 tháng 5 năm 1966, một số giảng viên trẻ của Đại học Bắc Kinh do Niếp Nguyên Tử dẫn đầu viết một "đại tự báo" kết tội ban giám hiệu nhà trường cản trở Cách mạng văn hóa và kêu gọi quần chúng tiêu diệt các yếu tố phản cách mạng và thân Khrushchev. Niếp Nguyên Tử ban đầu bị trường đại học trách phạt song tấm áp phích của bà được xuất bản trên số Nhân dân nhật báo ra ngày 2 tháng 6. Ngày 18 tháng 6, các sinh viên Đại học Bắc Kinh tổ chức đại hội phê đấu đầu tiên nhằm tố cáo các giảng viên của mình. Phu nhân của Mao Trạch Đông là Giang Thanh đến thăm trường này để thể hiện sự ủng hộ của bà đối với các sinh viên nổi loạn. Từ ngày 29 tháng 7, các phòng học tại tất cả các trường đại học và trung học tại Bắc Kinh nghỉ học, các học sinh và sinh viên tham gia Cách mạng văn hóa. Ngày 29 tháng 5, một nhóm học sinh của Trường trung học Đại học Thanh Hoa tổ chức nhóm "Hồng vệ binh" đầu tiên để bảo vệ Mao chủ tịch khỏi những kẻ thù của cách mạng, các học sinh khác tại Bắc Kinh cũng làm theo. Vào tháng 8, Mao Trạch Đông ca ngợi Hồng Vệ binh và kêu gọi họ "pháo đả tư lệnh bộ" của các yếu tố tư sản trong chính phủ. Phong trào lan rộng và Mao Trạch Đông cho Hồng Vệ binh được đi tàu và ăn ở miễn phí trên toàn quốc để truyền bá cách mạng. Từ ngày 18 tháng 8 đến 26 tháng 11, Mao Trạch Đông chủ trì tám cuộc mittinh của Hồng Vệ binh tại quảng trường Thiên An Môn, với sự tham gia của tổng cộng 11 triệu thanh thiếu niên, các cuộc biểu tình giúp loại bỏ quyền lực của Lưu Thiếu Kỳ.
Sau khi đóng cửa các lớp học và lật đổ ban giám hiệu, Hồng Vệ binh quay sang các 'kẻ thù của cách mạng' với quy mô xã hội lớn hơn. Họ lục soát nhà của những người được xem là 'kẻ thù của giai cấp' nhằm tìm kiểm bằng chứng buội tộc, đập phá các di tích văn hóa được xem là tàn tích của nền văn hóa phong kiến, và đấu tranh chống lại các danh nhân chính trị và văn hóa bị cáo buộc thuộc tẩu tư phái. Trong vòng một tháng sau cuộc tập hợp đầu tiên của Mao Trạch Đông vào ngày 18 tháng 8, Hồng Vệ binh lục soát 114.000 căn nhà trong thành phố, thu giữ 3,3 triệu đồ vật và 75,2 triệu tệ. Khi nhiệt thành của Hồng Vệ binh lên đến đỉnh cao vào tháng 8 và tháng 9, có ít nhất 1.772 cư dân bị giết chết. Nhiều người bị các Hồng vệ binh ép tự sát hoặc bị đánh đến chết. Nhiều người khác bị Hồng Vệ binh và những kẻ nổi loạn sỉ nhục công khai, bị đánh đập và bắt giữ phi pháp. Nhiều di tích lịch sử bị hư hại hoặc bị phá hủy trong tình cảnh lộn xộn. Các di tích mang tính biểu tượng như Thiên đàn, Bắc Hải, Di Hòa viên, Viên Minh viên, Thập Tam lăng, Ung Hòa cung và Trường Thành cũng là các mục tiêu. Hầu như tất cả những nơi thờ phượng đều bị đóng cửa. Tử Cấm Thành được bảo vệ theo lệnh của Chu Ân Lai. Nhiều đường phố tại Bắc Kinh được đổi tên theo các khẩu hiệu cách mạng. Hồng Vệ binh còn tìm cách đổi tên Bắc Kinh thành Đông Phương Hồng.
Đến năm 1967, với việc đóng cửa trường học và các nhân vật có quyền lực bị lật đổ, các phái Hồng Vệ binh bắt đầu cạnh tranh với nhau để kiểm soát các thể chế mà họ kiểm soát. Các cuộc đụng độ bạo lực tăng lên, và một số nhóm quay sang thách thức Giang Thanh. Năm 1968, Mao Trạch Đông ra lệnh cho quân đội nắm quyền kiểm soát chính phủ, các trường đại học và nhà máy, và buộc Hồng Vệ binh phải giải tán và rời thành phố đến các vùng thôn quê, nơi họ sẽ "trải qua cải tạo từ những người nông dân." Tại Đại hội Đảng lần thứ 9 được tổ chức tại Bắc Kinh vào tháng 4 năm 1969, Mao Trạch Đông tuyên bố Cách mạng văn hóa hoàn thành.
Sau khi Chu Ân Lai qua đời vào ngày 8 tháng 1 năm 1976, Diêu Văn Nguyên cho phát hành một loạt tác phẩm tuyên truyền để chỉ trích di sản của Chu Ân Lai, khiến dư luận phổ biến không chấp thuận. Ngày 20 tháng 3 năm 1976, học sinh trường tiểu học Ngưu Phòng đặt vòng hoa tại Bia kỉ niệm Anh hùng Nhân dân tại quảng trường Thiên An Môn nhằm tưởng nhớ Chu Ân Lai, những người khác cũng làm theo. Nhiều vòng hoa kèm theo các bài thơ tưởng nhớ vị thủ tướng. Đến tết Thanh Minh vào ngày 4 tháng 4, quảng trường Thiên An Môn đầy vòng hoa và các bài thơ, ước tính có 2 triệu cư dân thành phố đến bia kỉ niệm để bày tỏ lòng kính trọng của họ. Ngày hôm sau, Tứ nhân bang lệnh cho công an thu giữ và phá hủy các vòng hoa, phong tỏa quảng trường. Trong các cuộc xung đột giữa công an và người dân, hàng trăm người bị bắt giữ. phong trào Tứ Ngũ là cuộc tập hợp tự phát lớn nhất chống lại Cách mạng văn hóa, tuy nhiên nó khiến Đặng Tiểu Bình bị thanh trừng.
Mao Trạch Đông qua đời tại Bắc Kinh vào ngày 9 tháng 9 năm 1976, và lăng của ông tại quảng trường Thiên An Môn được hoàn thành một năm sau đó. Chưa đầy một tháng sau khi Mao Trạch Đông qua đời, vào ngày 7 tháng 10 năm 1976, Uông Đông Hưng cho bắt giữ Tứ nhân bang tại Trung Nam Hải trong một cuộc chính biến không đổ máu. Đặng Tiểu Bình được phục hồi chức vụ và sau đó đoạt lấy quyền lực từ tay người lãnh đạo chính biến là Hoa Quốc Phong. Tại phiên họp toàn thể lần thứ ba của Uỷ ban Trung ương Đảng Cộng sản TQ được tổ chức vào năm 1978, dưới sự lãnh đạo của Đặng Tiểu Bình, Đảng Cộng sản phục hồi cho các nạn nhân của Cách mạng văn hóa, đảo ngược phán quyết về phong trào Tứ Ngũ, và thông qua một tiến trình chính sách cải cách kinh tế. Các kỳ thi tuyển sinh đại học được khôi phục từ năm 1977 và hầu hết các thanh niên bị đưa về nông thôn quay trở lại thành phố.
Cách mạng văn hóa khiến quan hệ Trung-Xô thêm căng thẳng, và khoảng 300.000 cư dân thành phố được huy động để xây dựng boongke dưới lòng đất nhằm làm nơi ở cho 40% cư dân thành phố trong trường hợp xảy ra một cuộc tấn công hạt nhân. Thành phố ngầm của Bắc Kinh được xây dựng từ năm 1969 đến 1979, sau đó được chuyển thành các trung tâm mua sắm và bảo tàng dưới lòng đất.

### 1976-1989
Từ năm 1977 đến 1979, Bắc Kinh cũng là nơi diễn ra Mùa xuân Bắc Kinh và Tường Dân chủ Tây Đan, kiểm soát chính trị được nới lỏng trong một thời gian ngắn tại thành phố. Phong trào dân chủ Bắc Kinh (1978–81) đặt mục tiêu xây dựng một bản sắc chủ nghĩa Marx tiến bộ. Kết hợp với các đặc điểm liên quan của một công dân xã hội chủ nghĩa, những người ủng hộ phong trào chống lại kẻ thù từ bên ngoài và thiểu số cánh hữu ở bên trong. Bản sắc tập thể này không chỉ ngăn chặn sự đối đầu với Đảng Cộng sản, mà còn sử dụng cả tư duy Marx cổ điển và dân chủ phương Tây trong chương trình nghị sự của phong trào.
Quy hoạch đô thị tại Bắc Kinh phát triển theo một xu hướng mới so với thời đại Mao Trạch Đông. Vào tháng 4 năm 1980, khi xem xét tài trợ cho cơ sở hạ tầng, Hồ Diệu Bang đặt ra các nguyên tắc chỉ đạo cho sự phát triển của Bắc Kinh: Với vai trò là trung tâm chính trị của quốc gia, Bắc Kinh cần phải trở thành một trung tâm giao lưu quốc tế để hỗ trợ sự mở cửa của Trung Quốc với thế giới. Với vị thế là một cửa ngõ với thế giới, Bắc Kinh cần phải là thành phố có trật tự nhất, sạch sẽ nhất và cảnh quan nhất trong cả nước. Bắc Kinh cũng cần phải trở thành một trong những thành phố tiên tiến về khoa học và công nghệ, văn hóa và giáo dục trên quy mô thế giới. Thành phố cần nâng cao mức sống của người dân và phát triển một nền kinh tế phù hợp với những đặc điểm độc đáo của thủ đô quốc gia. Bắc Kinh sẽ không còn thu hút các ngành công nghiệp nặng. Năm 1981, các nhà quy hoạch thành phố nghĩ ra một kế hoạch chi tiết mà theo đó tổ chức mở rộng đô thị xung quanh các đường vành đai đồng tâm. Vùng đô thị lõi cũ của thành phố là nơi tập trung các di tích lịch sử, từ nay sẽ phát triển với mật độ thấp. Các cơ sở kinh doanh mới sẽ được xây dựng tại dải thứ hai (giữa đường vành đai 2 và đường vành đai 3). Với việc áp dụng chính sách một con, các nhà quy hoạch thành phố dự kiến sẽ kiểm soát được dân số thành phố ở mức 10 triệu vào năm 2000, trong đó 40% sinh sống tại trung tâm đô thị và phần còn lại sinh sống tại các cộng đồng dân cư rải rác quanh dải thứ ba. Có thể hình dung về các cộng đồng dân cư này thông qua Á Vận Thôn ở phía bắc và Phương Trang ở phía nam. Tuyến thứ nhất của tàu điện ngầm Bắc Kinh, bắt đầu hoạt động thử nghiệm vào năm 1969 song bị ảnh hưởng bởi các vấn đề kỹ thuật, cuối cùng mở cửa phục vụ công chúng vào năm 1981.
Ngày 4 tháng 5 năm 1989, sinh viên từ các trường đại học tại Bắc Kinh bắt đầu tập hợp tại quảng trường Thiên An Môn để bày tỏ thương tiếc về việc Hồ Diệu Bang qua đời. Trong vài ngày sau đó, các cuộc biểu tình tại quảng trường Thiên An Môn thu hút hàng nghìn người tham gia. Các cuộc biểu tình bị Quân Giải phóng Nhân dân Trung Quốc giải tán bằng vũ lực vào ngày 4 tháng 6 năm 1989.
Năm 1990, dân số thường trú tại Bắc Kinh đạt 10,32 triệu người, trong đó 61% là tại các khu vực đô thị. Ngoài ra, thành phố còn có 1,27 triệu người nhập cư không có hộ khẩu, tổng dân số là 11,59 triệu người.
Từ 22 tháng 9 đến 7 tháng 10 năm 1990, Bắc Kinh tổ chức Á vận hội lần thứ 11, với sự tham dự của 6.122 vận động viên đến từ 37 quốc gia, tranh tài ở 29 môn thi thể thao. Á Vận Thôn được xây dựng ở phía bắc trung tâm thành phố, ngoài đường vành đai 3. Sân vận động Công nhân là địa điểm chính của Á vận hội.
Đường vành đai 2 được xây dựng tứ thập niên 1960 trên nền của tường thành thời Minh, cuối cùng hoàn thành vào năm 1992. Đường vành đai 3 hoàn tất vào năm 1993. Việc xây dựng ba tuyến đường vành đai khác được bắt đầu trong thập niên 1990, và lần lượt hoàn thành vào năm 2001 (đường vành đai 4), 2003 (đường vành đai 5), 2009 (đường vành đai 6).
Thập kỷ 1990 và đầu thiên niên kỷ mới là thời kỳ tăng trưởng kinh tế nhanh chóng tại Bắc Kinh. Sau cải cách mở cửa, những khu đất nông nghiệp xung quanh thành phố trở thành các khu dân cư và khu thương mại mới. Các tuyến đường cao tốc hiện đại và các tòa nhà cao tầng được xây dựng khắp thành phố để giải quyết vấn đề dân số ngày càng tăng và giàu có hơn. Đầu tư ngoại quốc biến Bắc Kinh thành một trong số các thành phố mang tính quốc tế và thịnh vượng nhất.
Năm 1995, chính quyền thành phố Bắc Kinh chấn động bởi một vụ bê bối của hàng ngũ lãnh đạo, Uỷ viên bộ chính trị- Bí thư thị ủy Trần Hi Đồng bị loại bỏ khỏi chức vụ và phó thị trưởng Vương Bảo Sâm tự sát. Trần Hi Đồng bị kết án 16 năm tù giam vào năm 1998 vì tội tham nhũng và sơ suất khi thi hành công vụ, trở thành quan chức cấp cao nhất bị kết án tù sau vụ xử Tứ nhân bang. Trần Hi Đồng được cho là bị hạ bệ khi tham gia đấu tranh quyền lực chống lại Chủ tịch Giang Trạch Dân và "Thượng Hải bang". Ông cho rằng các cáo buộc chống lại ông có động cơ chính trị.
Ngày 25 tháng 4 năm 1999, trên 10.000 người theo Pháp Luân Công xuất hiện bên ngoài Trung Nam Hải để phản đối các chỉ trích chống giáo phái của truyền thông nhà nước, sau đó Pháp Luân Công bị chính phủ Trung Quốc nghiêm cấm.
Ngày 8 tháng 5, sau vụ oanh kích của NATO vào Đại sứ quán Trung Quốc tại Beograd, Nam Tư, hàng nghìn sinh viên và cư dân Bắc Kinh tuần hành trước Đại sứ quán Hoa Kỳ tại Bắc Kinh. Một số người biểu tình ném các đồ vật vào sứ quán, giữ đại sứ Hoa Kỳ và nhân viên trong sứ quán vài ngày. Phó chủ tịch nước Trung Quốc khi đó là Hồ Cẩm Đào tuyên bố chính phủ ủng hộ hoạt động kháng nghị, song kêu gọi chống lại các hành vi quá khích và bất hơp pháp. Sau khi phía Hoa Kỳ xin lỗi và bồi thường, chính phủ Trung Quốc đồng ý trả 2,87 triệu Đô la Mỹ để bồi thường cho thiệt hại của các phái bộ ngoại giao Hoa Kỳ tại Trung Quốc.

### Từ năm 2000

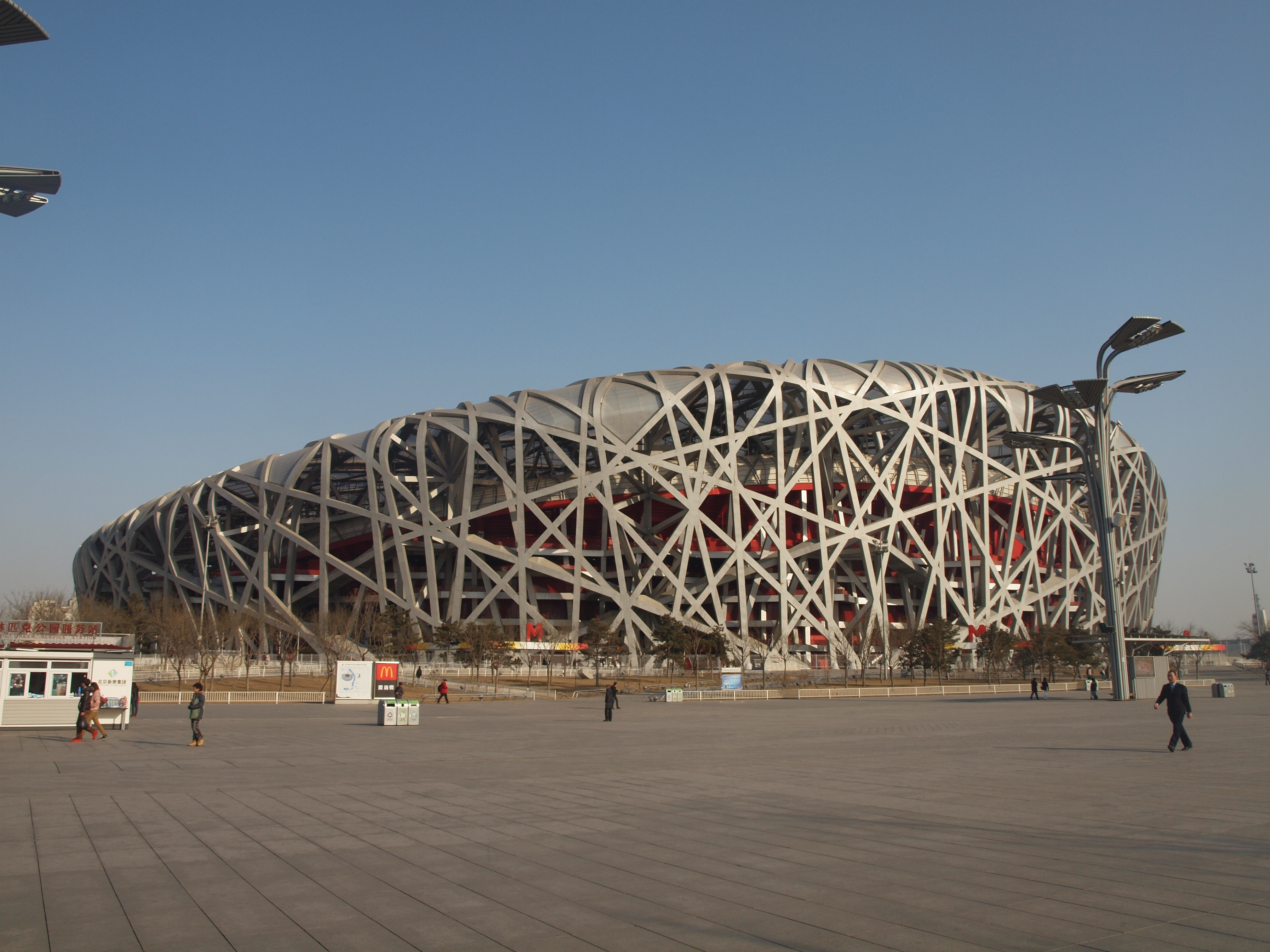
Sân vận động quốc gia Bắc Kinh, địa điểm chính tổ chức Thế vận hội 2008

Năm 2000, dân số Bắc Kinh đạt 13,56 triệu người, bao gồm 2,49 triệu người nhập cư tạm trú. Dân số Bắc Kinh tiếp tục phát triển, chủ yếu là do nhập cư, và lên mức 15,38 triệu người vào năm 2005 (bao gồm 3,57 triệu người nhập cư tạm thời) và vượt 20 triệu người vào năm 2011. Trong tổng số 20,18 triệu cư dân vào năm 2011, 12,77 triệu là cư dân thường trú và người nhập cư tạm trú là 7,4 triệu (36,7%).
Quá trình hiện đại hóa và tăng trưởng dân số nhanh chóng gây ra nhiều vấn đề môi trường như: ùn tắc giao thông, ô nhiễm, sự tàn phá các khu phố lịch sử và một lượng lớn lao động nghèo nhập cư đến từ nông thôn. Vào đầu năm 2005, chính quyền thành phố cố gắng kiểm soát phát triển đô thị bằng cách hạn chế phát triển tại hai dải bình bán nguyệt ở phía tây và phía đông trung tâm thành phố, thay vì theo phương thức các vòng tròn đồng tâm như từng áp dụng.
Bắc Kinh tổ chức Thế vận hội Mùa hè vào tháng 8 năm 2008. Một số công trình thể thao mang tính biểu tượng như Sân vận động quốc gia Bắc Kinh, được xây dựng để phục vụ Thế vận hội.

### Thập niên 2010
Trong năm năm sau Thế vận hội, kinh tế Bắc Kinh tiếp tục tăng trưởng nhanh chóng, và chương trình kích thích kinh tế quy mô lớn của chính phủ để ứng phó với khủng hoảng kinh tế toàn cầu đã mang lại khối lượng tài sản khổng lồ cho thành phố. Đến cuối năm 2012, nền kinh tế thành phố đã lớn gấp 1,8 lần so với năm 2008 và gấp ba lần so với năm 2004. Do tập trung nhiều doanh nghiệp nhà nước tại thủ đô, Bắc Kinh vào năm 2013 có nhiều trụ sở Fortune Global 500 hơn bất kỳ thành phố nào khác trên thế giới. Thành phố cũng xếp hạng thứ 4 về số lượng tỷ phú cư trú, sau Moskva, New York và Hồng Kông.
Sự tăng trưởng kinh tế nhanh chóng và chính sách tiền tệ mở rộng, vốn khiến giá bất động sản tăng trên khắp Trung Quốc, đã khiến Bắc Kinh trở thành một trong những thành phố đắt đỏ nhất cả nước. Đến năm 2010, các căn hộ mới bên trong Đường vành đai 3 có giá 30.000 Nhân dân tệ mỗi mét vuông (360 USD mỗi foot vuông), tức gấp khoảng mười lần mức lương trung bình hàng tháng. Đáp lại, chính quyền thành phố cam kết xây dựng nhà ở giá rẻ và áp đặt các giới hạn nghiêm ngặt đối với quyền sở hữu nhà. Tháng 2 năm 2011, các cặp vợ chồng ở Bắc Kinh đã sở hữu từ hai căn nhà trở lên và những cư dân độc thân đã có ít nhất một căn hộ bị cấm mua thêm bất động sản tại thành phố. Những người không có hộ khẩu cư trú, vốn chỉ được phép sở hữu một căn nhà trong thành phố, phải nộp thuế thu nhập địa phương trong năm năm liên tiếp mới đủ điều kiện mua nhà. Tháng 3 năm 2013, nhà nước áp thuế thu nhập vốn trên các giao dịch bất động sản và nâng tỷ lệ trả trước cho vay thế chấp, song giá nhà vẫn tiếp tục tăng. Đến tháng 8 năm 2013, giá trung bình của căn hộ trong Đường vành đai 4 đã đạt 42.259 Nhân dân tệ mỗi mét vuông (634 USD mỗi foot vuông), gần gấp đôi so với năm 2009, dẫn đến lo ngại về một bong bóng bất động sản.
Hội nghị thường niên lần thứ 22 của các nhà lãnh đạo từ các quốc gia thuộc Diễn đàn Hợp tác Kinh tế châu Á – Thái Bình Dương được tổ chức tại Bắc Kinh từ ngày 10 đến 12 tháng 11 năm 2014. Một trung tâm hội nghị quốc tế đã được xây dựng bên hồ Diên Khê tại quận Hoài Như nhân dịp này.  
Ngày 3 tháng 9 năm 2015, một cuộc duyệt binh quân sự lớn được tổ chức để kỷ niệm 70 năm chiến thắng trong Chiến tranh thế giới thứ hai, với sự tham dự của lãnh đạo hơn hai chục quốc gia và đội danh dự từ 17 quốc gia tham gia cùng Quân Giải phóng Nhân dân trong cuộc diễu hành.  
Ngày 18 tháng 11 năm 2017, một vụ hỏa hoạn khiến 19 người thiệt mạng ở một khu công nghiệp phía nam Bắc Kinh. Chính quyền thành phố đã phát động một chiến dịch 40 ngày nhằm phá dỡ các "công trình bất hợp pháp", nơi ở của hàng triệu lao động nhập cư, những người mà chính phủ coi là "tầng lớp dân cư cấp thấp" của Bắc Kinh.